# Kaiserliches und königliches Infanterieregiment nr. 45
L'Imperial-Regio Reggimento di Fanteria di Linea n. 45 (Kaiserliches und königliches Infanterieregiment nr. 45) è stato un reggimento dell'esercito austro-ungarico reclutato su suolo lombardo-veneto tra il 1814 e il 1866, principalmente nelle provincie di Verona e Rovigo, poi a partire dal 1859 anche di Mantova.
Il reggimento assunse differenti denominazioni, legati al nome dell'inhaber (titolare) del reggimento:
- 1816: Feldzeugmeister Mayer
- 1842 Leut. FM Herbert Rathkead
- 1847: Arciduca Sigismondo

| Anno | Consistenza | Composizione                            |
| ---- | ----------- | --------------------------------------- |
| 1816 |             | - 4 battaglioni dell'ex Armata d'Italia |

## I. R. 45
| Anno | Battaglione | Accantonamento   |
| ---- | ----------- | ---------------- |
| 1816 |             | Padova           |
| 1818 |             | Verona           |
| 1821 |             | Presburgo        |
| 1821 |             | Fiume            |
| 1835 |             | Zara             |
| 1839 |             | Udine, Mantova   |
| 1842 |             | Vicenza          |
| 1843 |             | Padova           |
| 1846 |             | Treviso          |
| 1847 |             | Verona           |
| 1848 |             | Bergamo          |
| 1849 |             | Zara             |
| 1846 |             | Treviso          |
| 1852 |             | Zagabria         |
| 1853 |             | Fiume            |
| 1854 |             | Bucarest         |
| 1855 |             | Craiova          |
| 1856 |             | Fiume            |
| 1858 |             | Vienna           |
| 1859 |             | Josefov          |
| 1860 |             | Praga            |
| 1861 |             | České Budějovice |
| 1862 |             | Praga            |
| 1865 |             | České Budějovice |

Il Decreto Imperiale del 27 agosto 1816 stabilì che 4 battaglioni di fanteria leggera dell'ex-esercito italico andassero a formare il Reggimento di fanteria di linea n. 45, che nella numerazione dei reggimenti imperiali era vacante dal 1810.
Era costituito da tre battaglioni, ciascuno di essi formato a sua volta da 6 compagnie che in tempo di pace assommavano a 100 uomini l'una. Inoltre concorreva a formare un battaglione granatieri. Ordinariamente i primi due battaglioni erano quelli impiegati in combattimento, mentre il terzo battaglione raccoglieva le reclute. Oltre ad indossare la caratteristica giubba bianca della fanteria austriaca aveva come suo distintivo il color rosso scarlatto (ponceau) del colletto e delle passamanerie con i bottoni gialli. I distretti di leva principali erano Verona e Rovigo, la stazione di reclutamento Verona.
L'importanza di questo reggimento è indicata dal suo primo comandante, colonnello conte Moritz O'Donnel von Tyrconnell (1780-1843) già comandante del reggimento d'élite N. 4 Hoch und Deutschmeister di Vienna. Suo figlio, Maximilian Karl Lamoral O'Donnell von Tyrconnell (1812-1895) sarà vice-governatore di Milano durante le Cinque Giornate. Il colonnello O'Donnel restò al comando del 45º dal 1816 fino al 1828.
Il 5 novembre 1816 divenne Inhaber del Reggimento il Feldzeugmeister Anton barone Mayer von Heldenfeld, che nacque a Praga il 9 dicembre 1764 e morì a Verona il 2 giugno 1842. In quel momento era comandante della fortezza di Mantova.
Nel 1816, appunto, il 1º e 2º Battaglione furono mandati di guarnigione a Padova insieme al battaglione Granatieri. Il 3º Battaglione invece fu destinato a Vicenza.
I cadetti lombardo-veneti venivano istruiti al Collegio Militare di San Luca a Milano. Altri centri di addestramento erano le scuole militari, come ad esempio quella di Cividale e le più famose in Cisleithania come quella di Wiener Neustadt, nei pressi di Vienna, dove si diplomò la maggior parte delle centinaia di ufficiali italofoni dell'esercito del Lombardo-Veneto.
Il Reggimento entrò a far parte della Brigata Mumt della Divisione principe Friedrich Ludwig Wied-Runkel (1770-1824).
Nel marzo 1817 l'appena costituita Banda reggimentale diede il suo primo concerto. Il 1º aprile le due compagnie granatieri si misero in marcia verso Budapest, dove assieme alle compagnie dei reggimenti n. 23 e n. 43 (sempre lombardo-veneti) formarono il Battaglione Granatieri sotto il comando del maggiore Berizzi, appartenente al reggimento n. 43.
Il 14 ottobre 1817 fu consegnata all'unità la bandiera di combattimento nella basilica di Santa Giustina. Seguì una grandiosa parata militare in Prato della Valle a Padova. Nell'occasione il comandante del reggimento, colonnello O'Donnel, tenne un discorso in italiano. Furono poi consegnati i nastri per le bandiere dei tre battaglioni da parte delle madrine. Il 22 ottobre il 3º battaglione fu spostato a Padova. In quell'anno vennero leggermente modificati i bacini di reclutamento del reggimento, oltre a Verona e Rovigo, furono aggiunti anche alcuni distretti della provincia di Vicenza.
Nel settembre del 1818 il I e II battaglione erano a Verona, due compagnie del III a Rovigo. Il 45ª ora era parte della Brigata del Generale Giuseppe Steffanini di Monte Airone (1763 - 1821 a Verona) della Divisione del generale Karl Civalart von Happancourt (1766-1865).
Nel 1820 il periodo di leva venne fissato in otto anni e furono introdotte le punizioni corporali anche nei reggimenti lombardo-veneti. Il reggimento con 1200 uomini stava per partecipare alla repressione dei moti carbonari nelle Due Sicilie, impegno cessato per esaurimento della sommossa.
Nel 1821 i reparti del reggimento vennero destinati al Regno d'Ungheria. Dopo una marcia di 44 giorni, così, il 1º e 3º battaglione arrivarono alla meta, ossia la città di Presburgo (Bratislava), mentre il II si fermò a Komárno.
Nel 1823, mentre il 1º e il 2º battaglione rimanevano nel Regno d'Ungheria, ed ebbero modo di far parte dei reparti che a Presburgo salutarono la visita dell'Imperatrice e Regina d'Ungheria Carolina Augusta e successivamente dello stesso Imperatore Francesco I. Il 3º battaglione tornò a Verona per dar vita ad un battaglione di deposito di 4 compagnie. Il 2º battaglione, terminate le parate, se ne tornò a Komorn.
Nel 1828 i due battaglioni, sempre di stanza in Ungheria, parteciparono a partire dal 13 agosto alle grandi manovre alla presenza dell'Imperatore Francesco I, che si tennero nei pressi di Presburgo e che si conclusero il 22 settembre. Il Reggimento diede buona prova di sé e ricevette elogi ufficiali oltre a regali in alimenti per il comportamento dimostrato. Il 1º battaglione fu quindi destinato di guarnigione a Komárno, mentre il 2º con lo stato maggiore si diresse a Presburgo.
Il 9 aprile 1828 era divenuto nel frattempo comandante del reggimento il colonnello Franz Jäntschke von Nussbaumfeld (+ 1835), e tale rimase fino al 26 maggio 1833, quando venne promosso maggiore generale e divenne il comandante della Fortezza di Alt-Gradinska. Morì nel 1835.

### Anni '30
Il 18 marzo 1830 Fiume divenne la nuova destinazione per il 2º Battaglione e lo stato maggiore del Reggimento. Il 1º Battaglione, invece, venne destinato alla città slovena di Novo Mesto. I Granatieri, dopo 13 anni di stanza a Budapest, tornarono ad aprile a Verona. Il 30 agosto il 2º Battaglione raggiunse il territorio di Fiume. Suo compito fu quello, assistito dal 12º Battaglione Cacciatori, di guardare il confine per scongiurare incursioni di bande di briganti mussulmani. Il 1º Battaglione, anziché fermarsi a Novo Mesto, venne destinato alla città di Karlovac. Il Reggimento fu aggregato alla Brigata del generale Maximilian barone von Corbey (1775 - 1848).
Il Battaglione Granatieri e il 3º Battaglione, che erano a Verona, furono messi sul piede di guerra a seguito dei moti rivoluzionari che interessarono lo Stato Pontificio e i Ducati di Parma e Modena. I Granatieri, così, il 3 settembre entrarono a far parte del 1º Corpo d'armata comandato dal generale Ludwig George Thedel conte von Wallmoden-Gimborn (1769-1862). Il 3º Battaglione invece entrò nel Corpo di Riserva, sotto il comando del generale principe Von Bentheim.
Nel 1831 anche i due Battaglioni che si trovavano sul confine bosniaco furono messi sul piede di guerra per aiutare i Grenzer (truppe di confine) impegnati dai ribelli di Hassan Aga Bechy, dediti al banditismo. Le compagnie ora erano composte di 160 uomini.
Nel Regno Lombardo-Veneto, al posto del feldmaresciallo Johann Maria Philipp Frimont (1759-1831) venne designato come nuovo comandante in capo dell'esercito, Johann-Joseph-Franz-Karl Radetzky, conte di Radetz (1766 -1858). Il 3º battaglione, così, sotto il comando del tenente colonnello Donadeo, partecipò alle manovre che si tennero tra Montichiari, Medole, Castiglione delle Stiviere e Valeggio sul Mincio.
Il 28 novembre alla comparsa del colera 540 uomini del 2º battaglione formarono un cordone sanitario sulla frontiera bosniaca per impedire il diffondersi del contagio. Una compagnia del 1º Battaglione così lasciò Karlovac per andare a Fiume.
Nel giugno del 1832 cessò il pericolo del colera. La compagnia, che era stata inviata a Fiume, tornò a Karlovac e si riunì al resto del 1º Battaglione. Una compagnia tuttavia rimase impegnata sul confine contro le scorrerie dei briganti musulmani.
Nel 1833 il comandante del reggimento, colonnello Franz Jäntschke von Nussbaumfeld, venne promosso Generale e gli fu affidato il comando della fortezza di Alt-Gradiska.
Il 10 luglio veniva nominato nuovo comandante del reggimento n. 45 il nobile milanese colonnello Francesco Donadeo (1794 - 1854). Costui aveva servito dal luglio 1814 nel Reggimento n. 23 (Lodi, Cremona). Nel 1828 era stato trasferito al 45º col grado di maggiore. Nel 1831 era stato promosso tenente colonnello. Resse il reggimento fino al 30 aprile 1840.
Nel 1834 il 1º battaglione fu spostato da Karlovac a Fiume perché molti soldati erano afflitti da febbri malariche. Per combattere i briganti bosniaci il 13 giugno il 2º battaglione venne aggregato al Corpo D'armata comandato dal generale Léopold de Géramb (1774-1845). Il Battaglione, giunto sul confine turco, fu unito alla brigata mobile comandata dal generale Franz Georg Dominik barone von Waldstätten (1775-1843). Ebbe come zone di operazioni Petrovo Selo e Drežnik. Il 28 giugno rientrò a Fiume e Segna.
Il 2 marzo 1835 morì l'imperatore Francesco I.
A luglio sia il 1° che il 2º battaglione furono trasferiti in Dalmazia. Lo stato maggiore del reggimento, il 1º battaglione e l'8ª compagnia del 2° furono destinate a Zara. La 7ª compagnia, sempre del 2º battaglione, andò a Sebenico e le rimanti 4 compagnie del 2º Battaglione a Ragusa. Il 10 agosto i reparti in partenza ricevettero l'elogio del generale di Corpo d'armata, Johann Joseph Tazza Edler von Feldbruck (1768 - 1848) per il comportamento dimostrato, la disciplina e lo spirito di corpo.
Nel 1836 in Dalmazia iniziò a diffondersi il colera. Il 26 agosto si ebbe il primo deceduto. Furono pochi però i soldati del 45º che persero la vita per il morbo, tra cui anche un ufficiale, il Tenente Giovanni Del Bue, nobile mantovano. Il medico del reggimento dr. August Sinnmayer, che si era molto prodigato nel combattere il morbo, ne fu contagiato e recuperò la piena salute solo molto lentamente.
Fu modificata l'uniforme della fanteria imperiale. Ora i pantaloni erano azzurro-chiaro con un bordino bianco, per gli ufficiali con una trina dorata. Gli ufficiali alle parate dovevano indossare la giubba bianca, altrimenti abito e mantello neri. Era consentito fuori servizio indossare abiti civili. I fanti portavano lo tschako cilindrico, mentre i granatieri berretti con pelle d'orso.
Nel 1837 la 7ª compagnia fu destinata a presidiare il porto fortificato di Lesina in Dalmazia.
Il diffondersi della peste nella Turchia europea portò al costituirsi di un cordone sanitario per impedire che il contagio entrasse in territorio imperiale. Questo inasprì i rapporti con il paese confinante per cui si rafforzarono le misure di sicurezza cui partecipò anche il reggimento. La 12ª compagnia il 18 marzo si diresse verso Malfi nei pressi di Ragusa, fino alla penisola di Clesto. Contemporaneamente un distaccamento di cui faceva parte l'11ª compagnia, sotto il comando del capitano Giacomo Vergada, nobile della Dalmazia, marciò verso Cattaro. Il tenente barone Augusto Sanleque, invece, con 45 uomini diede manforte a 300 uomini armati del posto per tener sotto controllo una posizione fortificata dei montenegrini. Ma l'8 agosto la situazione si ristabilì e i reparti tornarono alle loro guarnigioni.
L'Alto Comando imperiale decise il 25 maggio 1839 che i due battaglioni stanziati nella Dalmazia meridionale tornassero in Veneto. Il 25 giugno il governatore generale Wenzel Vetter conte von Lilienberg (1767 - 1841) elogiò pubblicamente l'ottimo comportamento dei soldati veneti. Il 20 luglio i primi reparti arrivarono a Palmanova nel Friuli, dopo poco meno di un mese di marcia. Le 4 compagnie stazionate a Ragusa, prima di partire, dovettero attendere il cambio da parte di reparti del Reggimento n. 38 Haugwitz, anch'esso lombardo-veneto (Brescia, Mantova) e poterono partire scaglionate tra il 9 e l'11 luglio. La marcia fu terribile, in piena estate, con acqua scarsa, attraverso le mulattiere della Dalmazia meridionale, con 17 ore di marcia al giorno. Molti fanti del Sigismondo così si ammalarono.
Comunque sia, tornati in Friuli, il 1º battaglione andò di guarnigione a Palmanova, mentre il 2º si fermò a Udine. Ma il soggiorno fu breve, anche per il clima insalubre di Palmanova, per cui entrambi i Battaglioni furono trasferiti a Vicenza.
Il 18 settembre durante una parata solenne il Comandante del Reggimento insignì della medaglia d'oro al servizio civile il medico del Reggimento, dr. August Sinnmayer.
Il 9, 10 e 11 ottobre si tennero presso Pozzolengo le grandi manovre. Vi partecipò anche il Reggimento al comando del tenente colonnello Giovanni Boniperti. Il colonnello Donadeo era infatti caduto ammalato dopo li strapazzi della Dalmazia. Il 45º faceva parte della Brigata del generale Joseph Friedrich Aloys conte di Sickingen (1782 - 1841), facente parte della Divisione Maggiore Generale Joseph Flette von Flettenfeld, (1778 -1841) del 2º Corpo d'armata del generale principe Von Bentheim. Il 12 fu giornata di riposo presso l'accampamento di Sommacampagna. Il 13 si tenne la solenne parata con la S. Messa. Il reparto venne elogiato per bocca del generale Flette von Flettenfeld dallo stesso Comandante supremo Feldmaresciallo Radetzky. Il 14 ottobre il reparto raggiunse Mantova, sua nuova stazione di guarnigione.

### Dal 1840 al 1848
Il 30 aprile 1840 il comandante del reggimento, colonnello Francesco Donadeo, venne collocato a riposo per motivi di saluti. Non si era, infatti, mai più del tutto ristabilito dagli strapazzi patiti in Dalmazia. Nuovo comandante fu designato il 23 maggio il tenente colonnello conte Sámuel Gyulay von Máros-Németh und Nádaska (1803 - 1886), già del Reggimento n. 52.
In aprile il 1º e 2º battaglione furono trasferiti a Verona dopo 15 anni di assenza. Anche quell'anno, in ottobre, si tennero delle esercitazioni nella piana di Rivoli. Il Reggimento faceva parte della Brigata del generale barone Ignaz von Zephyris zu Greit (1781 - 1851), appartenente alla Divisione comandata dal generale barone Anton Piret de Bihain (1785 -1851), del Corpo d'armata del feldmaresciallo conte Ferdinánd Zichy de Zics et Vázsonykő. Le manovre si conclusero l'11 ottobre con una solenne messa da campo. Il 1º e 2º battaglione andarono di guarnigione a Mantova, il 3° tornò a Verona. A Mantova i reparti entrarono nella brigata del generale barone Ferdinand Wenz von Niederlahnstein (1783/84 - 1858) della Divisione del generale barone Heinrich Konstantin Herbert-Rathkeal (1785 -1847).
Il 29 marzo 1841 il 1º e 2º battaglione furono trasferiti a Verona, dove cooperarono alla costruzione del sistema difensivo.
La storia reggimentale segnala una cerimonia particolarmente commovente che si tenne il 24 ottobre di quello stesso anno. Così la descrive Alfons Dragoni Rabenhorst alle pp. 264–266 della sua Geschichte des K.u.k. Infanterie-regimentes, Prinz Friedrich August Herzog zu Sachsen Nr. 45 von der Errichtung bis zur Gegenwart, Wien, 1897. La traduzione in italiano è di Ulriche Del Duca:
I nastri delle bandiere furono donati al reggimento:
1. da Sua Altezza Serenissima Arciduchessa Maria Luigia, Duchessa di Parma, Piacenza e Guastalla, nei colori della nostra mostrina con un ricamo ricco e fine e con un motto ricamato pure in oro che dice: "Si Deus pro nobis, quis contra nos?". Decorato sul rovescio con il nome altissimo di "Maria Luigia Arciduchessa d’Austria, Duchessa di Parma, Piacenza e Guastalla 1841". Questo nastro ancora oggi decora le bandiere del reggimento;
2. Dalla città di Verona in colore blu con il motto: “Fideliter et constanter” su un nastro, e £Verona militibus civibus suis anno MDCCCXLI" sul secondo nastro;
3. Dalla città di Rovigo nei colori rosso carminio della mostrina del vecchio reggimento con lo stemma del Veneto, con le iscrizioni: "La regia città si Rovigo l’anno 1841 D.D." e "Agli invitti del reggimento Barone Mayer Nr.45" e col motto "L’ultimo dei nostri ti perderà".
Seguì la seconda parte della festa. Mani laboriose fecero sparire l’altare e cominciò una festa popolare militare. Su uno spiedo di legno fu arrostita un’oca intera, la stessa sorte toccò a una serie di pecore. Il comandante del reggimento, colonnello conte Gyulay aveva fatto assegnare a ogni soldato e caporale 6 kreuzer, ad ogni maresciallo ordinario 10 kreuzer, la città di Verona all’intera unità un premio corrispettivo a tre giorni di paga, così come carne e vino. Il reparto sedette a tavolate infinite e banchettò.
Alle 3 si riunirono i generali, gli onorabili e la municipalità delle città di Verona e di Rovigo con il loro podestà e l'intero corpo ufficiale del reggimento quali ospiti del comandante del reggimento a tre lunghi tavoli sotto magnifici tendoni. La banda musicale del reggimento, così come quella dei reggimenti Arciduca Alberto n. 44 e Arciduca Francesco Carlo n. 52 e, infine, Il coro civile di Verona, suonarono melodie divertenti. Una compagnia di veronesi in costume cantò vivaci canzonette. Furono fatti brindisi con champagne spumeggiante in onore dei sovrani, dei comandanti territoriali, dei titolari di reggimento, delle città di Verona e Rovigo, e infine di tutti gli onorati ospiti. Gli Hurrà e gli Evviva riecheggiarono per le valli col rombo dei cannoni. Una quantità impressionate di persone aveva preso parte alla festa. Alle 7 di sera, il reggimento si riuniva e si ritirava – sotto l’illuminazione delle fiaccole e l’accompagnamento di tutti gli ospiti e di tutto il pubblico – nella fortezza in Piazza Bra, dove le nuove bandiere furono consegnate al capo sentinella. La piazza stessa, allo stesso modo del Teatro Filarmonico, splendeva in onore della ricorrenza della municipalità.»
Le città di Verona e di Rovigo, in quell'occasione, stanziarono 400 fiorini per istituire una cassa mutua con cui ogni 24 ottobre venivano gratificati i due soldati più anziani e più meritevoli del Reggimento. Quest'uso durò fino alla fine del Regno Lombardo - Veneto nel 1866. Per non turbare, infine, la letizia di quella giornata il comandante del 45º, colonnello conte Gyulay, concesse la grazia a un disertore che doveva essere condannato a morte, dopo esser fuggito per ben cinque volte.
Subito dopo il 1º e il 2º Battaglione, con lo stato maggiore, si trasferirono nuovamente a Mantova.
Nel maggio del 1842 lo stato maggiore e i primi due battaglioni andarono di guarnigione a Vicenza. Un piccolo presidio, tuttavia, composto di 4 ufficiali e 200 uomini (due compagnie) tornò a Mantova.
Il 2 giugno morì a Verona il titolare del Reggimento, barone Anton Mayer von Heldensfeld. Gli furono fatte le esequie solenni. In occasione del trigesimo, il 2 luglio, si tenne a Vicenza alla presenza dell'intero reggimento un'altrettanto solenne Santa Messa di suffragio.
Il 27 giugno il Reggimento ebbe il suo nuovo inhaber  nel generale barone Heinrich Konstantin Herbert-Rathkeal (1785 -1847), che morì a Gorizia il 15 giugno 1847.
Il reparto di stanza a Mantova (200 uomini con 4 ufficiali) fu impegnato nei mesi di giugno e luglio per reprimere dei moti insurrezionali, ricevendo gli elogi del Comandante della fortezza, il bresciano Feldzeugmeister Luigi conte Mazzuchelli (1776 - 1868).
In autunno il reggimento partecipò alle grandi manovre che si tennero tra Verona e Brescia, aggregato alla divisione del feldmaresciallo Giovanni Conte di Nobili, appartenente al 2º Corpo d'armata del feldmaresciallo Wilhelm barone von Hammerstein-Ecquord (1785-1861). Il 9 ottobre con una solenne parata, conclusa da una Santa Messa al campo presso Montichiari, le esercitazioni ebbero termine. L'arciduca Francesco Carlo, fratello minore dell'Imperatore, vi aveva preso parte.
Successivamente il 10, 16 e 17 i primi due battaglioni e lo stato maggiore del reggimento furono destinati a Vicenza.  Un reparto invece andò a Legnago. Il 3º battaglione di deposito tornò a Verona. A dicembre la 10ª compagnia venne inviata a Bassano.
Nel luglio del 1843 la compagnia che era a Bassano tornò a Vicenza, dove si recò anche quella di Legnago.
Sulla tarda estate, come di consueto, si tennero le manovre, questa volta a Montebello nel vicentino. Il 45º fu annesso alla Brigata del generale Franz barone von Weigelsperg (1786 - 1850) della Divisione del feldmaresciallo Giovanni conte di Nobili. Il 15 settembre il reggimento rientrò a Vicenza, dopo aver ricevuto gli elogi del comandante in Capo, feldmaresciallo Radetzky.
Il 18 dicembre il maggiore Barone Von Schneider assunse il comando del Battaglione Granatieri, composto, oltre che da soldati del 45º, anche da militi provenienti dal Reggimento n. 38 Haugwitz e n. 43 Barone von Geppert, tutti lombardo-veneti. Al suo posto, come comandante di battaglione, fu nominato il capitano Luigi Francia.
In occasione della presenza a Venezia del viceré, arciduca Ranieri, il 13 febbraio 1844 reparti del reggimento sotto il comando del tenente colonnello Joseph Hlavaczec vi si recarono come rafforzamento della guarnigione. L'11 aprile rientrarono a Padova.
Il 24 agosto il reggimento partecipò a Monselice alla concentrazione della Brigata di cui faceva parte, comandata dal Generale Franz de Paula Barone La Motte von Frintropp (1782 - 1845). Quindi vi furono le solite grandi manovre, questa volta nel veronese. Alla loro conclusione il 13 ottobre lo stato maggiore reggimentale e il 2º battaglione tornarono a Padova, un reparto venne inviato alla fortezza di Legnago e un altro a Vicenza.
Nel 1845 le nuove armi a luminello vennero introdotte in maniera generale andando a soppiantare quasi ovunque i vecchi fucili a pietra focaia.
Il reggimento a fine agosto prese parte alle grandi manovre nel bellunese associato alla Brigata del generale Ferdinand Karl barone von Harsch (1783 - 1846).
Il 3 e 4 ottobre lo stato maggiore e il 1º e 2º battaglione furono di nuovo di guarnigione a Padova, mentre un reparto era distaccato anche a Rovigo. A Verona rimasero 43 uomini.
Il maggiore Joseph Heyntzel venne trasferito dal Reggimento n. 29 e promosso tenente colonnello.
In occasione della visita a Venezia dello Zar il reggimento il 15 dicembre presenziò alle cerimonie: Poi tornò di nuovo a Padova il 28 dello stesso mese.
Alla fine del luglio 1846 il 2º battaglione, al comando del maggiore Alois Von Neydisser, fu posto sul piede di guerra per essere trasferito in Dalmazia per i soliti problemi di confine con l'Impero Ottomano. Il reparto partì a scaglioni il 22, 28 agosto e 3 settembre, a piedi fino a Venezia, dove fu imbarcato con destinazione Cattaro. Il 1º battaglione invece partecipò alle grandi manovre d'autunno, tenute a Verona, al termine delle quali, il 12 ottobre, fu trasferito con 4 compagnie a Treviso, una compagnia a Bassano e una a Belluno. Il battaglione venne aggregato alla Brigata del generale Giuseppe Boccalari (1782 - 1848), della Divisione comandata dal feldmaresciallo Franz Xavier conte von Ludolf (1784 - 1863).
Il 2º battaglione intanto arrivato a destinazione ebbe modo di intervenire contro gli sconfinamenti dei banditi montenegrini. Il 17 ottobre si segnalò il caporale Giuseppe Aglio della 12ª compagnia, che assieme ai suoi uomini impedì una razzia di bovini. Vi fu un conflitto a fuoco durante il quale il soldato semplice Antonio Piantavigna venne leggermente ferito da un colpo di pistola. Sia lui, che il caporale Aglio e i soldati semplici Viola e Sartori furono elogiati dal Comandante in capo della Dalmazia.
Il 9 novembre i soldati della 9ª compagnia si scontrarono a Castelnuovo di Cattaro con i banditi montenegrini. Il soldato semplice Giovanni Visentini fu ferito. Il caporale Pietro Finatti dell'11ª compagnia ricevette i complimenti e gli elogi del comandante della Dalmazia per il sangue freddo dimostrato durante la cattura di un noto assassino. La lotta proseguì con continue incursione dei fanti del battaglione al comando tra gli altri del tenente Felice Sambucco.
Il 15 giugno 1847 morì a Gorizia il titolare del reggimento, generale barone Heinrich Konstantin Herbert-Rathkeal. Il 18 giugno a Treviso si tennero delle esequie solenni in suo suffragio a cui presenziarono anche le 4 compagnie del reggimento di guarnigione.
Il 2 agosto l'arciduca Sigismondo d'Austria (1826 - 1891) venne nominato nuovo Inhaber del Reggimento n. 45. Era il figlio terzogenito dell'arciduca Ranieri Giuseppe d'Asburgo-Lorena, viceré del Lombardo-Veneto, e di sua moglie, Maria Elisabetta di Savoia-Carignano, figlia di Carlo Emanuele di Savoia, principe di Carignano e sorella di Carlo Alberto di Savoia.
Il 13 agosto il comandante del Reggimento, tenente colonnello conte Sámuel Gyulay von Máros-Németh und Nádaska venne promosso generale.
A settembre il reggimento si ritirò a Verona. Alcune compagnie, tuttavia, vennero dirottate a Venezia per rafforzarvi la guarnigione in occasione dello svolgimento del IX Congresso degli Scienziati Italiani che si tenne dal 12 al 28 settembre.
L'11 ottobre il tenente colonnello Joseph Heyntzel (1793 - 1870) fu promosso colonnello e comandante del Reggimento. Sotto il suo comando il reggimento affrontò la campagna del 1848 - 1849.

### Il Battaglione Granatieri D'Anthon
(G. Previdi, Abbiam fatto il nostro dovere. I Mantovani nell'Imperiale Regio Esercito. Appunti per una ricerca, Città di Castello, 2012, pp. 40-41.)
Nel 1848 i militi del Regg. n. 45 confluivano nel Battaglione Granatieri D'Anthon, dal nome del suo Comandante, Johannn D'Anthon, maggiore del Reggimento Geppert n. 43, mentre nel 1849 assumerà il nome di Battaglione Eytelberger, dal Maggiore omonimo, questa volta proveniente dal Reggimento Haugwitz n. 38 (G. Previdi, Abbiam fatto ..., p. 41). Oltre ai fanti del 45º, infatti, vi facevano parte i soldati del Regg. n. 43 Geppert (Bergamo, Como, Sondrio) e del Reggimento nº 38 Haugwitz (Brescia, Mantova). Si trattava quindi di un reparto d'élite interamente composto da elementi lombardo-veneti.
Questo reparto per tutto il 1847 era rimasto di guarnigione a Milano. Durante i primi giorni di gennaio del 1848 anche i Granatieri parteciparono col sigaro in bocca alla contro-protesta austriaca al boicottaggio sull'uso del tabacco promosso dai rivoluzionari milanesi. Il generale imperiale von Schönhals, nelle sue Memorie, ricorda con compiacimento come a Milano il 5 gennaio “…i soldati uscirono dalla caserma col cigarro in bocca, non però come l’altre volte isolatamente. I granatieri italiani in ispecie avevano un cigarro ai due lati della bocca, e se ne andarono allegramente, mandando fuori nugoli di fumo.”
Il 17 marzo, tuttavia, alla vigilia dell'esplosione rivoluzionaria il Battaglione lasciava Milano. Era stato comandato quale reparto di scorta del viceré, arciduca Ranieri e della sua famiglia. Questi, ignaro di quello che sarebbe accaduto il giorno dopo, lasciava la città meneghina per recarsi a Vienna. Il D'Anthon in quella medesima giornata giungeva a Brescia, anch'essa in fermento, e venne acquartierato presso il comune limitrofo di Sant'Eufemia. Giunto a Verona, il Battaglione vi rimase di guarnigione fino alla battaglia di Santa Lucia (6 maggio 1848).

### Combattimenti a Bergamo del 20 marzo 1848 (1º Battaglione)
Nel marzo 1848, al momento dell'esplosione rivoluzionaria passata alla storia come la Primavera dei Popoli, il 1º battaglione del reggimento si trovava di stanza a Bergamo dal 12 marzo, mentre il 3° era a Verona, suo centro di reclutamento.
Le sollevazioni di piazza avvenute a Vienna portarono alla caduta del cancelliere Metternich che fu costretto a dimettersi. Le notizie dell'insurrezione di Vienna e le concessioni accordate dall'imperatore Ferdinando I ai rivoltosi si divulgarono in tutto l'Impero. A Praga, Budapest, Venezia e Milano si videro le medesime scene. In quest'ultima città si costituì un governo provvisorio, guidato dal podestà conte Gabrio Casati (filo-piemontese) a cui faceva da contrappeso il repubblicano Carlo Cattaneo. Anche a Milano l'autorità civile rappresentata dal conte O'Donnel, allineandosi a quanto avveniva nella capitale, fece le medesime concessioni, permettendo la libertà di stampa e il costituirsi di una Guardia Civica alle dipendenze del governo insurrezionale. Fu allora che il comandante in capo delle truppe imperiali in Italia, Feldmaresciallo Radetzky, decise di proclamare lo stato di assedio, atto che diede inizio alle Cinque Giornate di Milano (18-22 marzo 1848).
I rivoltosi costruirono centinaia di barricate per impedire i movimenti delle truppe imperiali. Queste, oltre al Castello, dove risiedeva il Feldmaresciallo, erano sparpagliate in più di cinquanta avamposti, per l'esattezza 52, spesso isolati e lontani gli uni dagli altri. Le truppe imperiali assommavano a poco meno di 14.000 uomini. Si trattava per la maggior parte di boemi e moravi dei Reggimenti Reisinger e Paumgarten. I croati erano presenti solo con due compagnie, come pure due erano le compagnie di Cacciatori Tirolesi, e uno o due squadroni di ussari ungheresi. Poi vi erano i reparti lombardo-veneti: un Battaglione del Reggimento milanese arciduca Alberto n. 44, forte di 6 compagnie, per un totale di 1140 uomini; la Compagnia dei Cadetti di San Luca, per lo più lombardo-veneti, in numero di 150; i gendarmi, che erano in 250 presso la caserma alle Grazie e, infine, gli 800 poliziotti di stanza alla caserma San Bernardino, in totale quindi poco più di 2.000 uomini.
«Li italiani avevano un solo battaglione di linea, e, annoverando anche il battaglione dei poliziotti, nonché i gendarmi e i cadetti, non passavano di molto i duemila. È falso adunque che il numero delli italiani oltremodo grande agevolasse la vittoria del popolo, come poi scrissero i generali austriaci. Che anzi, purtroppo, le tre posizioni entro la città che furono più risolutamente difese lo furono da italiani, cioè il Genio Militare dal battaglione Alberto, S. Bernardino dai poliziotti e S. Luca dai Cadetti». Risoluto a mantenere ad ogni costo la città, Radetzky ordinò a tutti i reparti dislocati negli altri presidi della Lombardia di convergere su Milano.
L'ordine arrivò a Bergamo, dove si trovava il comandante del 45º, arciduca Sigismondo d'Austria. L'intero 1º battaglione si mise in marcia lasciando alle 17:30 del 20 marzo la caserma San Giovanni, ma, giunta la colonna all'altezza del Caffè Militare, fu investita da una carica di salve, mentre i rivoltosi, che nel frattempo avevano formato delle barricate, scagliavano dai tetti e dalle finestre delle case prospicienti la via pietre e oggetti contundenti. Il colonnello Schneider von Arno venne disarcionato, ferito e fatto prigioniero. Dopo due ore di combattimenti, al comando del colonnello Heinzel, il battaglione riuscì ad abbandonare Bergamo e prendere la strada diretta per Milano. Un'intera compagnia, tuttavia, almeno metà di un'altra e la banda musicale del reggimento, non riuscirono a sganciarsi, ritirandosi nelle caserme e unendosi ad un Battaglione di truppe confinarie (Szluiner) anch'esso incapace di lasciare la città in rivolta. Più tardi questi reparti riuscirono ad abbandonare la città e ripiegarono su Verona, rimasta saldamente in mano austriaca.

### Combattimenti a Milano 22-23 marzo 1848 (1º Battaglione)
Uscite da Bergamo, le 4 compagnie e mezzo del 1º Battaglione proseguirono la marcia di avvicinamento a Milano non senza fatica e intoppi. Giunti in piena notte alle porte di Gorgonzola, le truppe furono accolte da un violento fuoco di fucileria da tetti e finestre, per cui si ritirarono presso la frazione di Fornaci, occupando le prime case del paese. Allo spuntar del 21 marzo, i fanti si trovarono circondati da ogni parte da numerosi insorti, rimanendo per tutto il giorno impegnati in continui scambi di fucileria con il nemico. Al calar della notte, per vie traverse, il 1º Battaglione riuscì ancora una volta a sganciarsi, proseguendo la marcia verso Milano, dove giunse alle 3 del mattino del 22 marzo.
«In conseguenza di quest’ordine, da Bergamo si mise in marcia un battaglione del Reggimento Arciduca Sigismondo, ma per uscire da quella città avea dovuto aprirsi il varco pugnando, ed il suo comandante, Tenente Colonnello Barone Schneider, cadeva ucciso [rectius ferito] dal cavallo. Questo battaglione giunse non pertanto felicemente a Milano, come ché fra continue pugne, guidato dal valoroso Colonnello Heinzel. Esso era composto di Italiani»
Il Battaglione fu aggregato alla Brigata comandata dal Maggiore Generale Eduard Clam-Gallas, e fu subito dislocato tra Porta Lodovica, Porta Romana e Porta Tosa. In particolare il 45º si segnalò per la riconquista del Collegio Militare di San Luca, che era caduto in mano ai rivoltosi. Il Comandante del reggimento, colonnello Heinzel, con tre compagnie del 45º, due del Reggimento Reisinger, e due cannoni, riuscì a sloggiare i ribelli dal Collegio che rimase, fino allo sgombero, sempre in mano imperiale.

#### La riconquista di Porta Tosa – 22 marzo 1848 (1º Battaglione)
Non vi è dubbio che i fatti militari di Porta Tosa siano entrati nell’immaginario collettivo come uno dei simboli delle Cinque Giornate e del mito risorgimentale nel suo complesso. Da un punto di vista sia iconografico sia narrativo la vicenda è stata a lungo decantata come il momento di svolta delle Cinque Giornate. Conosciamo i nomi e le biografie dei protagonisti rivoluzionari di quell’episodio, da Manara a Carnevali, lo stratagemma delle barricate mobili, la ferocia nei combattimenti e così via. Anche la cinematografia più o meno recente ha voluto dedicarsi alla rappresentazione di quell’episodio. La caduta di Porta Tosa nelle mani dei rivoluzionari, insomma, è spesso indicata come l’emblema tangibile della bontà della causa nazionale e risorgimentale. In effetti questo luogo aveva un notevole interesse strategico per i contendenti, seppure da punti di vista opposti. La sua importanza spiega l’accanimento e la determinazione della lotta. Da Porta Tosa (poi ribattezzata, non a caso, Porta Vittoria) iniziava la via che andava verso oriente, verso l’Adda, e quindi il suo possesso garantiva agli imperiali la possibilità di una ritirata in sicurezza. I ribelli, invece, potevano ostacolare pesantemente l’iniziativa del comando imperiale.
La storiografia di parte, però, sottace a bella posta il fatto che Porta Tosa era in mano austriaca quando Radetzky dà l’ordine di ripiegare verso il Quadrilatero. Non solo era in mano austriaca, ma la sua riconquista si deve proprio ai fanti del 45º Reggimento, che qui ebbero il primo caduto. Vi è una certa ironia nel considerare che a Milano come a Santa Lucia, qualche settimana più tardi, furono proprio i soldati veneti del 45° Sigismondo a versare il maggior tributo di sangue per la difesa delle prerogative della Casa d’Austria nel Lombardo-Veneto.
Al capitano Kortz così venne ordinato dal generale Clam-Gallas di riconquistare subito Porta Tosa, che durante un cambio di reparti, era caduta anch'essa in mano nemica. I fanti del 45º riuscirono anche in questa impresa. Porta Tosa venne riconquistata e rimase presidiata dal battaglione fino alla ritirata da Milano. «In uno di questi attacchi si segnalò il battaglione di fanti Sigismondo venuto da Bergamo, il quale corse colla baionetta addosso agli assalitori e acconciò i suoi compatrioti pel dì delle feste».
Le perdite di questi giorni di scontri ammontarono a un morto e tre feriti.
Il 23 marzo in piena notte cominciò la ritirata da Milano verso oriente. Il Battaglione, sempre inquadrato nella Brigata Clam-Gallas, fece parte della colonna meridionale che attraverso Landriano doveva coprire il lato destro dello schieramento in marcia verso est. Il 24 marzo il battaglione raggiungeva Lodi, il 25 era a Romanengo, il 26 a Soncino, il 27 marzo era a Manerbio, il 28 marzo a Montichiari, da lì a Lonato, e Ponte San Marco, per sostare dal 31 marzo al 4 aprile a Calcinato.

### Verona (3º Battaglione e Granatieri)
Nella città scaligera è di stanza il 3º Battaglione, per un totale di 12 compagnie, appartenente alla divisione di riserva Taxis, oltre ai Granatieri del D'Anthon.
A Verona avviene una sorta di controrivoluzione, che testimonia del reale stato d’animo di soldati e cittadini. Anche in riva all’Adige, infatti, il 19 marzo giungono le notizie di Vienna e soprattutto di Milano, dove infuria la guerra civile. I pochi rivoluzionari locali, capitanati dal conte Pietro Emilei, nipote del martire delle Pasque Veronesi, Francesco, ma di formazione carbonara, formano assieme ai membri del consiglio comunale, con alla testa il conte Orti Manara, una Commissione, sorta di governo provvisorio, che tratta direttamente col viceré, l’arciduca Ranieri, presente da poco in città.
Il tricolore compare intanto sulla statua di Madonna Verona nella centralissima Piazza delle Erbe. Qualcuno se lo appunta pure sul bavero a mo’ di coccarda. Par di rivedere le stesse scene già vedute ormai in tutte le città del Regno. Si chiede e si ottiene l’istituzione di una Guardia civica, ma con esito completamente diverso rispetto ad altre città.
Dopo tale concessione, l’Emilei annunciò che «la libertà di Verona sotto l’impero della nuova costituzione era ormai assicurata», che gli Austriaci non dovevano essere considerati degli oppressori o padroni, ma «alleati ed uniti coi Veronesi dai vincoli di una reciproca libertà. Invitava di cessare da una sterile agitazione, surrogando il tricolore con la bianca coccarda della tranquillità e della pace […] La bandiera italiana venne tosto strappata dalla statua di Madonna Verona, sparirono dal petto dei cittadini le coccarde tricolori sostituite da un nastro bianco. Le pattuglie miste [formate da cittadini e soldati] vietavano la coccarda tricolore, volevano vedere la sciarpa bianca. A taluni vennero a forza strappati e riappuntato al petto il segno di pace»
La città, così, fortezza fondamentale del Quadrilatero, anche per la presenza dei soldati del 3º Battaglione e dei Granatieri D'Anthon (in parte reclutati nel veronese), rimase saldamente in mano imperiale.

### Combattimenti di Valeggio sul Mincio (9 aprile 1848) 3º Battaglione
Nel frattempo il 23 marzo il re di Sardegna Carlo Alberto senza dichiarazione di guerra aveva varcato il Ticino, confine del Regno, ed entrato nella città di Milano che lo accoglieva come un liberatore. Oltre alle truppe sabaude, si erano messe in moto contro l'Austria anche quelle del Granduca di Toscana (benché cugino primo dell'Imperatore) e quelle del papa Pio IX, che erano penetrate nel Veneto provenienti da Sud. Anche il Re di Napoli aveva inviato un suo contingente.
A queste truppe dei quattro principali sovrani italiani, si aggiunsero numerosi volontari (studenti, mazziniani, ex carbonari, avventurieri, stranieri ecc.) che ingrossarono le file di un esercito formidabile che voleva cacciare lo 'straniero' dall'Italia. Il nerbo di queste truppe era comunque rappresentato dall'esercito piemontese che in pochi giorni, attraversata la Lombardia senza incontrare resistenza, arrivò al fiume Mincio, a pochi chilometri da Verona.
Il 1º Battaglione entrò quindi definitivamente a far parte della Brigata comandata dal Generale Clam-Gallas, di cui facevano parte anche due Battaglioni del Rgt. Barone Reisinger n. 18, il 3º Battaglione del Rgt. arciduca Alberto n. 44 (milanesi), nonché da due squadroni di cavalleria e dalla Batteria a piedi n. 2. La Brigata Clam-Gallas, assieme alla Brigata Conte Strassoldo, costituiva la Divisione comandata dal generale principe Schwarzenberg.
Il 6 aprile il Battaglione era di guarnigione a Villafranca, a sud-ovest di Verona e non lontana dal fiume Mincio, confine amministrativo tra Lombardia e Veneto. L'8 aprile il reparto venne sposato fino alla località di Quaderni, frazione di Valeggio, quale avamposto nel caso in cui i Piemontesi avessero passato il fiume.
Come si è visto, questo reparto era rimasto sempre nel veronese (suo territorio principale di reclutamento) durante il mese di marzo, dislocato tra Verona, Legnago e Peschiera, le tre fortezze che con Mantova formavano il celebre Quadrilatero difensivo austriaco. Dopo l'arrivo di Radetzky a Verona, venne a far parte della Brigata Strassoldo. Il suo battesimo del fuoco avvenne il 9 aprile quando sostenne presso il ponte di Borghetto (frazione di Valeggio) sul fiume Mincio l'offensiva sabauda. Lo scontro non fu incruento. Caddero 9 soldati e si ebbero 10 feriti. Fu successivamente ritirato (assieme a tutta la Brigata) a ridosso di Verona e ripiegò verso oriente, prima presso il villaggio di San Massimo, pochi chilometri ad ovest di Verona, per sostare poi presso Forte San Procolo (poche centinaia di metri fuori dalla cinta muraria) e rientrare il 16 aprile in città.

### Scontro di Bevilacqua del 19 aprile 1948 (1º Battaglione)
Il 1º Battaglione tornò in azione il 19 aprile.
Una colonna di truppe papaline, comandate dal colonnello Zambeccari, in tutto un migliaio di uomini (tra cui anche circa 200 toscani), proveniente dal basso padovano, aveva occupato, grazie alla compiacenza del proprietario, il Castello di Bevilacqua, presso l'omonimo villaggio, non distante da Montagnana e dalla fortezza di Legnago. L'intero 1º Battaglione, 2 compagnie del Battaglione di polizia n. 10, uno squadrone di Ussari, appoggiati da due cannoni, investirono la colonna nemica che - opponendo debole resistenza - fece una rapida retromarcia. La colonna imperiale tornò a Verona, dove giunse il 22 aprile.
«Una colonna comandata dal Zambeccari, nome conosciuto per anteriori motivi di rivoluzione, dopo aver percorso il territorio modenese, ed avervi alimentata e propagata l'insurrezione, avea varcato il Po, e s'era annidato nell'antico castello di Bevilacqua, discosto quattro miglia dalla fortezza di Legnago. Di qui ella faceva la guerra di parte e rendeva mal sicuri i trasporti a noi tanto necessari. Il Feldmaresciallo non potendo soffrire che una banda di infestatori fosse tanto ardita da stabilirsi pressoché sotto al tiro del cannone della fortezza di Legnago, ordinò che fosse distrutta. Il Colonnello Heinzel, comandante del reggimento Arciduca Sigismondo, fu incaricato della esecuzione di quell'ordine. [...] Dopo una marcia forzata durante la notte, comparve di buon mattino sotto le mura del moderno nido di ladroni. Ma i primi razzi e le prime palle di cannone spaventarono talmente quei corpi franchi che, senza guardarsi addietro, corsero fino alla riva del Po. Il castello in un colle sue ricche suppellettili e porzione del luogo che avrebbe dato appoggio a quei corpi franchi, divennero preda delle fiamme; le copiose provvigioni di riso che si rinvennero tornarono utilissime al caso nostro»

### Battaglia di Santa Lucia (6 maggio 1848) - 3º e 1º Battaglione e Granatieri D'Anthon
All'inizio di maggio, l'esercito sardo può entrare senza grandi ostacoli nel territorio veronese e si avvicina con circospezione in due colonne verso Verona.
Con la Battaglia di Pastrengo del 30 aprile, infatti, e la ritirata dell'esercito imperiale in sinistra Adige, vi era la possibilità di investire direttamente la fortezza. Le truppe imperiali, a loro volta, vennero schierate a ridosso della città, lungo una linea difensiva a semicerchio in destra Adige che dal villaggio del Chievo, per Croce Bianca, San Massimo, Santa Lucia e Tombetta scende da nord a sud-est.
Questa linea si appoggia a un ciglione su cui stanno le citate località, che si trovano a pochi chilometri dalla cinta muraria. Davanti a questa linea difensiva si stende una zona pianeggiante intensamente coltivata, fitta di vegetazione, muretti a secco, e canali che rende più facile la difesa e impedisce a un esercito numeroso di dispiegarsi con efficacia. Alle spalle di quella linea invece è la famosa Spianà (spianata), un territorio pianeggiante, privo di vegetazione e abitazioni, che scende dolcemente verso Verona.
La situazione generale appariva favorevole agli invasori. Vienna era nuovamente caduta in preda a convulsioni rivoluzionarie, costringendo alla fuga l'Imperatore. Re Carlo Alberto poteva credere (come alcuno gli aveva suggerito) che Verona sarebbe insorta contro gli austriaci e che la fortezza sarebbe caduta in mano piemontese senza combattere. Pieno di queste suggestioni, che poi si rivelarono del tutto infondate, il sovrano piemontese ritenne che il punto debole del già debole (almeno numericamente) schieramento imperiale fosse il villaggio di Santa Lucia, situato sulla strada che da Villafranca giunge a Verona, nella zona sud della difesa austriaca, sulla direttrice che dalle colline di Sommacampagna giunge a Verona.
«Un Battaglione dell'Arciduca Sigismondo ed il decimo Battaglione Cacciatori difendevano quel villaggio. Il Battaglione Granatieri D'Anthon era dietro quelli come riserva».  Il 3º Battaglione faceva parte della Brigata Strassoldo, che aveva il compito di difendere quel lembo di fronte, ed era schierato tra Santa Lucia e Tombetta, ossia nella parte finale del semicerchio che attorniava Verona da nord a sud-est.
Il Sigismondo, assieme al 10º Battaglione Cacciatori (Feld-Jäger-Bataillon) erano i reparti che dovevano tenere Santa Lucia, supportati da una batteria di 3 cannoni. I Granatieri del D'Anthon stavano poco dietro come riserva. Questi facevano parte della Brigata Clam-Gallas assieme a un battaglione del Reggimento Geppert n. 43 (lombardi) che stazionava poco fuori Porta Nuova.
Alcune compagnie del 3º Battaglione (6 in tutto) in un primo tempo formarono degli avamposti posizionati un paio di chilometri a sud, sud-ovest di Santa Lucia (vicino alla Madonna di Dossobuono) lungo la strada per Villafranca. Tre Compagnie e mezza si attestarono attorno alla Chioda, in direzione di Tombetta, asserragliandosi nei casali di campagna.
Non vi è dubbio che la morfologia del terreno favoriva i difensori. La campagna era contraddistinta da filari di gelsi (per la coltura del baco da seta) e attraversata da viottoli delimitati da muretti a secco che si prestavano benissimo ad essere impiegati a mo' di trincee e di parapetti, come effettivamente avvenne. La presenza della vegetazione non permise ai sardi l'utilizzo della cavalleria, che rimase praticamente inattiva. Gli assalti alla baionetta della numericamente superiore fanteria piemontese dovettero quindi fare i conti con un terreno che permetteva a pochi, ma determinati, avversari di rendere loro filo da torcere, contendendo palmo a palmo il terreno. Inoltre gli imperiali avevano approntato dei mezzi di difesa, stendendo reticolati, erigendo barricate, fortificando le abitazioni, tagliando la vegetazione per avere il massimo campo di tiro utile e lasciare allo scoperto il nemico che avanzava.
Già dal mattino presto del 6 maggio si poteva osservare il movimento delle truppe nemiche che muovevano lentamente dalle colline moreniche di Sommacampagna e Sona verso est. Alle 8:30 gli avamposti più avanzati di Ca' Nuova, Toffalone e Camponi (2 chilometri e mezzo ad ovest di Santa Lucia) vennero investiti dal fuoco nemico. Ben presto gli avamposti furono abbandonati e le truppe imperiali ripiegarono sulla linea principale di difesa a Santa Lucia.
Le truppe nemiche appartenevano alla colonna del generale Bava (Brigata Aosta, Brigata Regina, Brigata Guardie). Santa Lucia divenne ben presto il punto della massima pressione del nemico per penetrare nella maglia difensiva austriaca e investire Verona.
La sproporzione delle forze era notevole: due battaglioni tennero inizialmente testa a due brigate, con una terza di rincalzo, reparti che aumentarono, fino ad arrivare a cinque, a mano a mano che aumentava l'offensiva nemica.
Le 4 compagnie dei Granatieri D'Anthon furono così subito impiegate per dar man forte ai commilitoni del 45º. Ben presto, a fronte della strenua resistenza degli imperiali, soprattutto presso il cimitero di Santa Lucia, poche centinaia di metri a sud della chiesa, i sardi inviarono sul campo di battaglia anche la Brigata Guardie. L'artiglieria piemontese entrò in azione per stroncare la resistenza degli imperiali, tempestando di colpi il cimitero e la vicina chiesa, che difesi strenuamente dai cacciatori e dai fanti del 3º Battaglione, apparivano il vero centro della battaglia e della resistenza austriaca.
Intanto da Villafranca proveniva un'altra colonna nemica preceduta dalla cavalleria,  che però fu tenuta a bada dall'artiglieria della Brigata Strassoldo. Lo sforzo offensivo sabaudo si concentrò sulla ridotta del cimitero. I piemontesi mandarono all'assalto i loro soldati migliori, i Granatieri della Brigata Guardie. Fu un succedersi di attacchi e contrattacchi.
Dopo tre ore di combattimenti gli austriaci terminarono le munizioni. Il Cimitero venne sgombrato e cadde in mano nemica. La linea di combattimento si spostò a Ca' Recchi, qualche centinaio di metri verso Verona. I sabaudi si diedero ad inseguire gli imperiali, ma subirono il contrattacco dei Granatieri D'Anthon che ricacciarono il nemico verso il cimitero.
«Il nemico tentò di inseguire i nostri, ma fu respinto alla baionetta dal Battaglione di Granatieri D'Anthon, cui i Piemontesi avevano fatta l'intimazione di arrendersi». I piemontesi, infatti, inviarono una delegazione per istigare i soldati lombardo-veneti alla diserzione. «Il nemico pagò a caro prezzo la sua avanzata. Alcuni suoi parlamentari, che volevano istigare al tradimento il nostro 3º Battaglione, che combatteva lodevolmente sotto il comando del maggiore Adam Kortz, pagarono con la vita un tentativo così meschino». Anche l'estensore di Campagnes du Feldmaréchal Comte Radetzky dans le nord de l'Italie en 1848-1849 ricorda il medesimo episodio: «Alla proposta di passare dalla parte dei loro compatrioti, i coraggiosi granatieri D'Anthon risposero con una brillante carica alla baionetta che arrestò il nemico».
A questo punto la Brigata Clam, che, con la perdita di Santa Lucia, si trovava scoperta sul lato destro, ripiegò anch'essa verso Verona di qualche centinaio di metri. Il feldmaresciallo Radetzky, che dalle mura della città osservava questi movimenti, decise di inviare a Santa Lucia reparti freschi per dar manforte a chi combatteva da ore. Il I1ºBattaglione del 45º venne allertato, mentre un Battaglione del Reggimento Geppert n. 43 (lombardi) al comando del tenente colonnello Leutzendorf e due compagnie del Reggimento Prohaska furono fatti intervenire per ricacciare indietro i piemontesi.
L'assalto non riuscì nell'intento, spingendo Radetzky a gettare nella battaglia anche il 1º Battaglione, ultima riserva rimasta per la difesa della città. Si ritenta un nuovo assalto che questa volta raggiunge il suo scopo. La resistenza delle truppe sarde si affievolisce a poco a poco e verso le cinque del pomeriggio Santa Lucia torna nelle mani degli imperiali.
Le Brigate piemontesi, anch'esse sfinite, iniziano una ritirata, a volte disordinata, mentre le truppe austriache sono talmente stanche da non riuscire ad inseguire il nemico. Terminava così quella lunga giornata.
«Insieme al 10º Battaglione Cacciatori così eroico si menzioni in modo particolare il 3º Battaglione del nostro Reggimento, che, composto da poco più di 1500 uomini, oppose per ore la più tenace resistenza agli attacchi di un nemico dieci volte superiore, nemico che conduceva truppe fresche in battaglia, e fu costretto a cedere solo quando gli mancarono le munizioni»
«Dodici scarse compagnie combatterono prima contro tre, poi contro cinque brigate e per ben tre ore respinsero tutti gli attacchi del nemico [...] La battaglia di S. Lucia non è mai stata apprezzata come merita. A nostro giudizio è dessa il fatto d'armi più luminoso e più influente di tutta la guerra. Fu il punto in cui voltò faccia la fortuna che fin allora parve sorridere a Carlo Alberto»
In totale le perdite imperiali di quella sanguinosa giornata ammontarono a 72 caduti, di cui 7 ufficiali e 65 uomini di truppa. I feriti furono 190, di cui 8 ufficiali e 182 soldati. Per il 45º in particolare le perdite furono di 10 morti e 17 feriti. I caduti del Battaglione Granatieri invece furono 5. Fra i caduti un ufficiale, il tenente Carlo Baravalle di Blackenburg.
In località Fenilone nel 1883 venne eretta una colonna commemorativa dei caduti italiani del 1848.
La memoria, tuttavia, del sacrificio dei fanti lombardo-veneti non venne del tutto cancellata. Proprio all'interno del cimitero di Santa Lucia sono tuttora presenti due piccoli monumenti. Uno, in lingua tedesca, ricorda l'eroico comportamento del capitano Ludwig Brand del 10º Reggimento Cacciatori, un secondo in lingua italiana, invece, fatto erigere nel 1858, rammenta i caduti del 45º arciduca Sigismondo.
Si tratta di un cippo in pietra a forma di cuspide, alto poco più di tre metri, che sulla prima facciata porta la seguente scritta: INAUGURATO CON SOLENNITÀ IL 6 MAGGIO 1858, sulla seconda si legge: L'IMPERIAL REGIO XLV REGGIMENTO FANTI ARCIDUCA SIGISMONDO AI SUOI COMMILITONI QUI CADUTI NEL COMBATTIMENTO DI SANTA LUCIA IL 6 MAGGIO MDCCCXLVIII IN SEGNO DI VENERAZIONE ERIGEVA. Infine un lato della stele riportava i nomi dei caduti: COLLA MORTE DEI VALOROSI SUGGELLARONO LA LORO FEDELTÀ AL SOVRANO, ALLA PATRIA/CARLO BARAVALLE NOBILE DI BLAKENBURG TENENTE/ANTONIO SANDRONI CAPORALE/BORTOLO VETTORE SOTTOCAPORALE/GIUSEPPE BOLDRINI GREGARIO/TEODORO PIETROPAN/GIUGLIELMO BONFANTI/ANTONIO LAVIN/ANGELO BOESSO/BIAGIO TERRINI/GIOVANNI BRUSCHETTA/ANTONIO BOLESANI/LORENZO ORANDO/ANTONIO POLASTRI/GIACOMO ANTONINI/SPERANDIO GAMBIRASIO.

### L'arciduca Francesco Giuseppe alla battaglia di Santa Lucia (6 maggio 1848)
Il futuro imperatore Francesco Giuseppe (1830 - 1916) ebbe a Santa Lucia il battesimo del fuoco. La storia reggimentale ricorda che la 16ª Compagnia del 3º Battaglione era asserragliata presso Casa Rizzari, che si trovava all'uscita di Santa Lucia lungo la strada che va a Villafranca e che era stata fortificata.
Quando iniziò l'offensiva piemontese e cominciarono a cadere i primi colpi, il cadetto Johann Zwierzina, che comandava il plotone che guardava la casa, si accorse dell'arrivo del giovane Arciduca (allora diciassettenne) accompagnato da due ufficiali. Il nemico intanto intensificava il suo fuoco, diretto principalmente contro i due cannoni posti sulla strada. L'Arciduca, ritenendo quello un buon punto di osservazione, si fece portare una scala per salire su un parapetto, mentre le pallottole si facevano sempre più vicine.
Ad un certo punto «quando una pallottola cadde due tese dalla posizione di Sua Altezza, il cadetto Zwierzina corse dai due uomini del seguito e li pregò, indicando loro il pericolo, di far abbandonare il parapetto dall'Arciduca. Dopo qualche esitazione S. Altezza lasciò la scala e il parapetto e un minuto dopo un colpo attraversando la scala finì nel muro»

### Battaglia di Curtatone (29 maggio 1848)
L'esercito imperiale, dopo i fatti di Santa Lucia del 6 maggio, che avevano bloccato l'avanzata dei sabaudi, decise di passare all'offensiva per liberare Peschiera, stretta d'assedio e prossima a capitolare. Fu così che il 27 maggio l'armata austriaca, divisa in tre colonne, iniziò a muoversi verso Mantova, cercando di aggirare il fianco destro dei piemontesi, sempre attestati sulla linea del Mincio, da Peschiera fino alle paludi mantovane.
Più ad occidente, lungo il fiume Osone, tra Curtatone a nord e il villaggio di Montanara, più a sud, erano state costruite delle fortificazioni presidiate dalle truppe toscane e napoletane del Generale Laugier.
Il Reggimento, ovvero il 1º e il 3º Battaglione, furono aggregati alla Brigata del Generale Wohlgemuth, appartenente alla Divisione principe Felice Schwarzenberg del Primo Corpo d'armata imperiale comandato del tenente maresciallo conte Wratislav.
Questo primo Corpo d'armata coprì il fianco destro della colonna che marciava in direzione di Mantova e, attraverso Tomba, Trevenzuolo e Castelbelforte, vi arrivò alle due e mezzo del 28 maggio. Il giorno successivo, 29 maggio, trovandosi tutte e tre le colonne a Mantova, senza essere state intercettate dal nemico, che continuava la sua azione per prendere Peschiera, iniziò l'offensiva austriaca contro le trincee fortificate sulla linea Curtatone-Montanara. La Brigata Wohlgemuth era di riserva, ma quando i reparti del Reggimento di fanteria Gyulai sul lato sinistro dell'attacco furono arrestati dall'accanita resistenza delle truppe toscane, il 1º Battaglione del 45º fu mandato all'assalto.
«La Brigata Wohlgemuth ad un certo punto andò in soccorso di quella di Benedek. Il Battaglione croato Oguliner sulla destra e il Reggimento Sigismondo sulla sinistra della strada».
«Durante il corso del combattimento, la 1ª Compagnia del Reggimento, comandata dal Tenente Giulio von Bagnalasta in associazione col Reggimento Gyulai guidò l'assalto ad una trincea».. Lo stesso accadde, ma questa volta all'ala destra, quando il 3º Battaglione intervenne a fianco dei fanti del Rgt. Paumgartten.
«In occasione dell'inseguimento del nemico, la 2ª e la 3ª Compagnia del Reggimento fecero circa 100 prigionieri. Il Capitano Ambrogio Bucellari fece un bottino di due cannoni. Le perdite del Reggimento ammontarono ad 1 morto, 9 feriti e 1 disperso».

### Dalla Battaglia di Goito (30 maggio 1848) alla caduta di Vicenza (10 giugno 1848)
Sempre aggregato alla Brigata Wohlgemuth del Primo Corpo D'armata, il 45º partecipò al prosieguo dell'offensiva imperiale che intendeva, procedendo verso nord, operare una manovra di aggiramento delle forze nemiche.
Il Corpo d'armata sabaudo del generale Bava, tuttavia, ammassò nei contorni di Goito tutte le forze disponibili, con un potente schieramento di artiglierie. Il 30 maggio, sullo slancio della vittoria di Curtatone, la Brigata Benedek fu la prima ad attaccare le posizioni difese dai piemontesi. Anche la Brigata Wohlgemuth entrò subito in azione, ma l'offensiva imperiale venne frenata dal tiro dell'artiglieria e dalla forte resistenza del nemico, mentre le truppe del secondo Corpo d'armata erano troppo lontane e troppo lente per portare il desiderato soccorso.
«Sebbene il Reggimento non prendesse parte direttamente a questa battaglia, subì, esposto per ore al fuoco violento dei cannoni, una perdita di 8 morti, 11 feriti e 5 dispersi». Al termine della giornata, l'attacco imperiale era fallito e le brigate tornarono al punto di partenza. Il nemico, invece, era galvanizzato per la resa della fortezza di Peschiera, avvenuta in quella giornata.  I piemontesi rimasero sulla difensiva, attendendo un successivo assalto degli imperiali. Ma questo non avvenne.
Nella notte tra il 3 e il 4 giugno l'armata di Radetzky ripiegò verso est. Superata Mantova, la colonna proseguì per attraversare il basso veronese per attaccare Vicenza, in mano ai rivoluzionari (papalini, svizzeri, 'crociati' veneti e lombardi, truppe piemontesi in ritirata dal Veneto orientale) del generale Giovanni Durando (1804-1869).
Il Primo Corpo d'Armata Wratislaw, di cui faceva parte il 45º, attraverso i villaggi di Malavicina, San Pietro di Morubio e Angiari, intendeva guadare l'Adige poco più a nord di Legnago. Il 7 era a Bevilacqua. Solo l'8 si mosse verso nord per dar manforte ai reparti della guarnigione di Verona che, sotto il comando del maggior generale Culoz, avevano il compito di investire Vicenza.
La Brigata Wohlgemuth risaliva verso Vicenza lungo la riva sinistra del Bacchiglione. La città era difesa dalle truppe papaline del generale Durando (il cui nerbo era costituito dagli svizzeri), ma vi erano anche reparti piemontesi in ritirata dal Friuli, volontari romagnoli e romani.
Il 10 giugno fu quello dell'attacco contro Vicenza. In questo fatto d'arme si distinsero tra gli altri i fanti del 38° Haugwitz (bresciani, mantovani) che facevano parte della Brigata Taxis. Al termine di quella giornata il generale Durando decise, vista la difficoltà di tenere ancora la città, di arrendersi. Il 45º, rimasto sempre come riserva, non prese parte al combattimento. Il 13 giugno, passando per Villanova, il Reggimento ritornò a Verona.

### Dalla Battaglia di Custoza (24 giugno 1848) all'Armistizio di Salasco (9 agosto 1848)
Il 16 giugno si tenne a Verona una solenne cerimonia, presieduta dal Comandante in capo dell'esercito imperiale in Italia, feldmaresciallo conte Radetzky, per decorare coloro che si erano particolarmente distinti nella lotta.
Il Reggimento marciò in parata davanti a Porta Nuova. Il maggiore Adam Kortz, che si era distinto a Santa Lucia, ottenne la Croce dell'Ordine di Leopoldo. Il sergente Francesco Durino ebbe la medaglia d'oro. Quella d'argento fu consegnata al sergente Giovanni Magagna, ai caporali Luigi Lavezzo e Lorenzo Negrini, ai sottocaporali Ottilio Marchesi, Stefano Galgaro e Giuseppe Casagrande, ai soldati semplici Giuseppe Petrosin, Andrea Siviero, Serafino Maggioni, Francesco De Vittor e Sante Mercanti. Furono altresì encomiati solennemente il tenente capitano Ladislaus Seidl, il tenente Wolfgang Von Hreglianovic, i sottotenenti Moises Babich e Heinrich Pelican, i sergenti Antonio Lupato, Ernst Muck e Aldigheri; i saporali Zaparoli e Cherubino e, infine, i soldati semplici Carlo Vizzoni e Giovanni Zorzella.. Costoro appartenevano sia al 1º sia al 3º Battaglione del Reggimento.
Il 45º rimase per tutto il mese di giugno e di luglio presso Verona. Non partecipò, né alla Battaglia di Custoza del 24 e 25 luglio, né ai combattimenti di Volta Mantovana del 26 e 27 luglio, che decisero le sorti della guerra a vantaggio degli imperiali, costringendo le demoralizzate brigate piemontesi a ritirarsi verso occidente oltre il fiume Oglio.
I sardi, tuttavia, non fermarono la loro marcia e proseguirono la ritirata fino all'Adda, non ritenendo facilmente difendibile la linea dell'Oglio. Se il Reggimento n° 45 era rimasto di guarnigione a Verona, gli altri Reggimenti Lombardo-Veneti presenti nelle file dell'esercito imperiale, il 38º Haugwitz (mantovani, bresciani), il 44º Arciduca Alberto (Milano) e il 43º Geppert (alta Lombardia) parteciparono con onore alla campagna, distinguendosi nella serie di combattimenti successivi alla battaglia di Santa Lucia, che portarono alla sconfitta sabauda, ratificata con l'Armistizio di Salasco dell'8 agosto 1848.
Una deputazione formata dall'arcivescovo di Milano, Carlo Bartolomeo Romilli, e dal podestà, Paolo Bassi, chiese al feldmaresciallo Radetzky di accelerare l'entrata delle truppe imperiali in Milano, prevista per il 6 agosto:
«Signor Maresciallo, La preghiamo insistentemente di accelerare, se possibile, l'ingresso delle Imperial-Regie Truppe in Milano, poiché nell'intervallo in cui la città è priva di guarnigione la plebe avrà il tempo di abbandonarsi a eccessi di ogni sorta, che nelle condizioni attuali potrebbero facilmente degenerare in peggio. Abbiamo l'onore di assicurarle che, fatta eccezione di questi pochi facinorosi, la città è calma e si prepara ad accogliere come si conviene le truppe imperiali»
«È pur vero che spesso, nel corso della fulminea campagna successiva alla battaglia di Custoza, le truppe austriache erano state accolte al grido di 'Vengono i nostri!'. Ed è vero, verissimo, riferito da molte fonti, che a un certo momento alle porte di Milano, la sua carrozza [di Radetzky] fu affiancata da un manipolo di paesani che gridavano: 'Sciur Radeschi, semm minga staa nün a casciàl via! Hinn staa i sciuri! [Signor Redetzky, non siamo stati noi a cacciarla via! Sono stati i signori!]»

### Campagna d'Italia 1849 fino alla Battaglia di Mortara (21 marzo 1849)
Con l'Armistizio di Salasco si ebbe anche lo scambio di prigionieri. Il colonnello Schneider Von Arno, caduto prigioniero a Bergamo durante i fatti di marzo, venne rilasciato assieme ad altri ufficiali, tra cui il Sottotenente Conte Guglielmo Puppi. I bagagli del reggimento e degli ufficiali, rimasti a Bergamo, poterono tornare a Verona. A novembre, nella nuova organizzazione dell'esercito a cui aveva dato mano il feldmaresciallo Radetzky, il 45º Reggimento venne aggregato alla Brigata del maggiore generale Von Mitis.
Pochi giorni dopo, a Olomouc, Ferdinando I abdicava a favore del nipote, Francesco Giuseppe, appena diciottenne. Il 17 dicembre a Verona il Reggimento sfilava in parata sul Corso di Porta Nuova in onore del nuovo sovrano. Il Generale di Corpo d'armata Von Gerhardi non mancò di elogiare i soldati del reggimento, per il coraggio, l'abnegazione e l'eccezionale fedeltà dimostrata tra i reparti lombardo-veneti. Nel giorno di Natale poi, 25 dicembre 1848, a margine della Messa solenne, il comandante di Brigata von Mitis, distribuì altre medaglie al valore ai caporali Amici e Colombarolo e al tamburo Zampieri.
L'autunno del 1848 vide una nuova fiammata rivoluzionaria.
Fallita la fase monarchico-costituzionale i radicali repubblicani presero il sopravvento. Il 6 ottobre 1848 a Vienna veniva linciato il ministro della Guerra Theodor Franz Baillet-Latour e riesplose la guerriglia urbana. Anche l'Ungheria era sul piede di guerra per staccarsi dalla Monarchia.
A Roma il 15 novembre cadeva sotto i colpi di pugnale il primo ministro Pellegrino Rossi. Papa Pio IX pochi giorni dopo abbandonava Roma, sotto le spoglie di un semplice prete, e riparava a Gaeta, chiedendo la protezione del Re di Napoli. A Roma si proclamava caduto il Papato e nasceva la Repubblica a guida Mazzini, Saffi, Armellini. Anche il Granduca di Toscana, visto il radicalizzarsi delle posizioni, scelse nel gennaio del 1849 la stessa soluzione. Fuggì dal Granducato e riparò a Gaeta (30 gennaio 1849). Re Carlo Alberto, dopo l'armistizio, si diede, invece, a riorganizzare l'esercito, desideroso di una rivincita, e sempre più invischiato col partito rivoluzionario. Il Piemonte, era divenuto il ricettacolo di tutti i nemici dell'Austria.
Il 5 gennaio 1849 il Reggimento ricevette l'ordine di passare di guarnigione a Brescia. Il 9, sia il 1º sia il 3º Battaglione si misero in marcia, attraverso Valeggio e Castiglione delle Stiviere, alla volta di quella città. A seguito del trasferimento il 45º entrò a far parte della Brigata Alemann della Divisione conte Lichnovsky. Il 18 febbraio gli effettivi delle compagnie passarono da 100 a 140 soldati. Si facevano intanto sempre più evidenti le intenzioni di re Carlo Alberto di rompere l'armistizio e ricominciare le ostilità. Le rinnovate truppe piemontesi si ammassarono sul confine del Regno.
Nel marzo del 1849, alla vigilia della ripresa della guerra, la dislocazione dei reparti imperiali lombardo-veneti era la seguente:
- Primo Corpo d'armata Conte Wratilslaw - Divisione Wohlgemuth - Brigata Görger - tre Battaglioni Reggimento n. 44 Arciduca Alberto (Milano);
- Terzo Corpo d'armata Barone Appel - Divisione Lichnowsky - Brigata Maurer - due battaglioni Reggimento n. 45 Arciduca Sigismondo (Verona, Rovigo);
- Corpo di Riserva Wocher - Divisione Charles Schwarzenberg - Brigata Arciduca Sigismondo - Battaglione Granatieri Eytelberger (già D'Anthon);
- Divisione Wimpffen - Brigata Cavriani - tre battaglioni Reggimento n. 38 Haugwitz (Brescia, Mantova);
- Divisione Wimpffen - Brigata Liechtenstein - due battaglioni Reggimento n. 43 Geppert (alta Lombardia).
- Un Battaglione del Reggimento n. 23 Ceccopieri (Lodi, Cremona) invece era di guarnigione a Mantova.

Il 12 marzo 1849 re Carlo Alberto denunciò l'armistizio di Salasco, accusando l'Impero di non averne rispettato i termini. La guerra riprendeva. «Il soldato pose subito al caschetto il verde ramoscello, che nell'esercito austriaco è usato come segnale di campagna; e se scontravasi in qualche ufficiale questi doveva compiacersi di dividere il ramoscello col soldato»
Le truppe piemontesi, forti di poco meno centomila uomini, erano comandate dal generale polacco Wojciech Chrzanowski (1793-1861). Questi li aveva dislocati lungo tutto il confine del Regno, dal Lago Maggiore fino al Po. Il Re di Sardegna sperava ancora che, all'entrata del suo esercito in Lombardia, la popolazione sarebbe insorta, aprendo così un secondo fronte alle spalle del nemico. Tutti a Torino erano convinti che gli austriaci si sarebbero ritirati, se non sul Mincio (come un anno prima) almeno sul fiume Adda.
Ma i piani di Radetzky non erano difensivi, ma offensivi. La maggior parte delle truppe imperiali infatti erano concentrate sul basso Ticino e pronte ad attraversare il confine. Di qui i vari corpi d'armata il 20 marzo, allo spirare dell'armistizio, attraversarono il fiume incontrando poca resistenza e invasero la Lomellina, risalendo verso nord. La Divisione Lombarda del generale Ramorino, che doveva presidiare la zona, era in tutt'altro settore e non fu di alcun aiuto.
Risalendo verso nord lungo il Ticino la Brigata Strassoldo del Primo Corpo d'armata trovò una forte resistenza a Borgo San Siro (21 marzo), ma riuscì a superare il nemico e a spingersi oltre Gambolò, dove si scontrò con forze nemiche superiori.
L'altra Divisione del Corpo, al comando del generale Wohlgemuth, ordinò alla Brigata Görger, di cui facevano parte i tre battaglioni del Regg. n. 44 Arciduca Alberto (Milano), di passare il fiume e portare soccorso ai commilitoni. I sabaudi concentrarono allora le truppe disponibili attorno a Mortara, pochi chilometri a nord-ovest. 7
La sera di quel 21 marzo stava per calare e il nemico non ritenne che gli imperiali passassero all'attacco. Ma sull'onda del successo di poche ore prima la Divisione Arciduca Alberto del II Corpo d'armata attaccò battaglia contro le posizioni piemontesi di Mortara. Le due Brigate Stadio e Kolowrat riuscirono nell'intento, cacciando indietro, dopo un convulso combattimento notturno, gli avversari che ripiegarono in direzione di Novara.
I due battaglioni del 45º facevano parte della Brigata Maurer, annessa al III Corpo d'armata. Il 15 marzo erano partiti da Brescia per giungere il 20 a Pavia, pronti ad attraversare il Ticino, cosa che fecero in quella giornata.

### La Battaglia di Novara (23 marzo 1849)
L'armata imperiale, dopo la vittoriosa giornata di Mortara, proseguiva verso nord in direzione di Novara. Tuttavia, ad un certo punto, il feldmaresciallo Radetzky, sulla base di alcuni informazioni (rivelatesi poi errate) decise di spostare la direzione di marcia verso Vercelli. Questo rallentò la marcia permettendo ai 55.000 soldati piemontesi di schierarsi attorno a Novara.
Il II Corpo d'armata del barone D'Aspre, con alla testa la Divisione arciduca Alberto, trovandosi all'ala destra dello schieramento austriaco andava tuttavia verso Novara, ignaro che là avrebbe trovato la massa delle truppe nemiche.
I reiterati attacchi e contrattacchi degli imperiali contro le posizioni ben munite dei sardi, specialmente alla Bicocca, alla fine fecero comprendere agli austriaci che non si trattava di una forza secondaria quella contro cui si ostinavano a combattere con scarso successo, ma dell'intero esercito sabaudo.
Il II Corpo era in grande difficoltà. I soldati erano stremati per aver combattuto per ore senza aver guadagnato un metro di terreno. Fu in quel punto che comparvero le insegne del III Corpo d'Armata Appel.
«Qui intorno alle quattro del pomeriggio fu ordinato al III Corpo d'armata di sostenere il II Corpo d'Armata ormai sfinito. Mentre il 3º Battaglione fucilieri Stiriano, il 3º Battaglione del Reggimento [Sigismondo], il 1º Battaglione di fanteria arciduca Leopoldo e il Battaglione della milizia territoriale Welden, che includeva una batteria, furono impiegati sotto il maggiore generale Von Alemann a sostegno dell'ala sinistra, il nostro 1º Battaglione, il 3º Battaglione Cacciatori e un altro battaglione di fanteria Leopoldo, fu messo in azione sotto il maggiore generale Von Maurer per rafforzare l'ala destra», in Alfons Dragoni Rabenhorst, Geschichte ..., p. 301.
«Il Generale Alemann portava all'Arciduca quattro battaglioni: il 3° dei Cacciatori Stiriani, e altri tre, uno del Sigismondo, uno del Leopoldo e uno del Welden, con una batteria di sei cannoni da 12, mentre il maggiore generale Maurer rinforzava il fianco destro col III Battaglione Cacciatori, e un Battaglione del Leopoldo e uno del Sigismondo».
Il 1º Battaglione, comandato dal capitano Federico Ferrari da Grado, nella foga dell'assalto, assieme agli altri reparti della Brigata Maurer, riusciva a ricacciare il nemico dalla sue postazioni, catturando 5 cannoni piemontesi. Anche la Compagnia del capitano Wölfel «si distinse per coraggio e determinazione». Il Reggimento in quella giornata ebbe 1 caduto, 17 feriti e 6 dispersi.

### Dalla Battaglia di Novara (23 marzo 1849) alla caduta di Venezia (22 agosto 1849)
Il 28 marzo il Reggimento si mise in marcia verso Milano, dove giunse alle 9 di sera di quel medesimo giorno. Il giorno seguente alle 8 del mattino era già schierato presso la Porta orientale, dove, prima di iniziare il cammino verso Brescia, si ebbe la cerimonia di consegna delle medaglie al valore.
Il maggiore Federico Ferrari da Grado e il capitano duca Wilhelm von Württemberg ricevettero l'Ordine di Leopoldo. La medaglia d'oro al valore fu consegnata al sergente Ernst Mück e al caporale Giuseppe Cameran, quella d'argento di prima classe ai sergenti Giesswein e Buresch, ai caporali Zaparoli, Revay e Bianchi, al Tamburo Visentini, ai soldati semplici Saccon, Nibale, Rossi, Veronesi e Rossetto. Quella invece d'argento di seconda classe ai sergenti Pokorny, Fill, Hodina, Zini, ai caporali Boldrini, Caccianiga, Javanovich, Mantovani, Horvath e Massagrande, ai Sottocaporali Sgarbi e Maufrimati, e infine ai soldati semplici Giacomuzzi, Sacchetto, Grottolo, Panigali, Marchiori, Piccoli, Raimondi, Steffanini, Dal Loco, Favalli, Castellini, Carminati, Ferrari, Pasetto, Zangrande, Gasperini, Atrapelli e Vicenzi.
Quando il 2 aprile il 45º giunse a Brescia, la sollevazione della città era già terminata, non senza conseguenze per il reggimento. Era aggregato alla Brigata del generale Joseph Heinrich Von Singer (1797 - 1871).
Prima della breve campagna appena conclusa, il 45º si trovava di guarnigione in quella città, dove aveva lasciato i suoi ammalati, che non erano in grado di combattere. Questi furono vittime della rivoluzione.
Quello che la storiografia ufficiale ha battezzato come le Dieci giornate di Brescia, negli annali del Reggimento, invece, prende il nome di Massacro di Brescia: «Con il massacro di Brescia alla fine di marzo il numero dei dispersi ammontò a 31 uomini».
«L'anarchia dominò in tutta la sua natura selvaggia. Singoli soldati ed ufficiali ammalati dell'ospedale ed altri che non furono a tempo di raggiungere il castello e mettersi al sicuro dentro alle sue mura, furono aggressi [aggrediti], maltrattati e barbaramente uccisi. Allorché riprendemmo Brescia, trovammo nelle prigioni della Prefettura i cadaveri de' nostri soldati mutilati e laceri non altrimenti che se fossero stati nelle mani dei cannibali»,. «Ogni ufficiale o soldato ammalato che si trovava nella città o all'ospedale fu massacrato senza pietà, i trasporti militari e postali saccheggiati»
Un piccolo distaccamento del Reggimento arciduca Alberto n. 44 (Milano) di passaggio, che trasportava i bagagli del reparto, venne assalito con morti e prigionieri. La situazione degenerò. I rivoltosi combattevano con ostinata determinazione e altrettanto ostinatamente facevano gli imperiali.
Tra le truppe coinvolte negli scontri, si segnalò anche un battaglione del Reggimento lombardo-veneto Ceccopieri n. 23 (Lodi, Cremona). «Il 28 marzo una compagnia del Ceccopieri fu inviata contro la città con l'intento di attirare con una finta ritirata gli insorti in un luogo aperto. Lo stratagemma riuscì. Uscirono circa 500 uomini, che furono presi in mezzo dal battaglione croato. I rivoltosi ebbero 18 morti e 20 prigionieri, mentre la cavalleria leggera li inseguiva fino alle porte di Brescia».  Una compagnia del medesimo Reggimento si distinse inoltre, sotto il comando del colonnello Favancourt, alla conquista della Porta Torlonga. Parecchi alti ufficiali perirono nei combattimenti, tra cui il generale Nugent. «Saputosi che gli insorgenti continuavano a trattare i nostri feriti con la più raffinata crudeltà, Haynau diede ordine alle truppe che più non accordassero quartiere, ma uccidessero chiunque cadeva in loro potere colle armi alla mano, ed incendiassero tutte le case dalle quali fosse fatto fuoco su di loro»
Al 26 maggio rimonta l'ordine di trasferire entrambi i battaglioni da Brescia a Verona, loro nuova destinazione. Il 24 giugno il colonnello Joseph Heyntzel, comandante del 45º, era promosso generale.
Alla fine di luglio sia il 1º sia il 3º Battaglione giunsero a Padova per ferrovia e di lì a piedi marciarono verso Mestre per partecipare all'assedio di Venezia, che si ostinava, forte della sua posizione, nella sua resistenza. Il reggimento venne aggregato alla Brigata comandata dal maggiore generale barone Floriano Macchio (1802 - 1895), facente parte della Divisione barone Karl Pergler von Perglas (1793 - 1868) e partecipò ai combattimenti per la presa del Forte di Marghera, subendo quali perdite un morto e 3 feriti, mentre 80 furono i deceduti colpiti dal colera.
Il 19 luglio, intanto, il tenente colonnello Ludwig Schneider barone Von Arno (1810-1897) venne nominato nuovo comandante del Reggimento n. 45.
«Per le sue prestazioni durante le campagne militari del 1848 e 1849 il medico del Reggimento Brizio Armandola ricevette da Sua Maestà l'Imperatore Francesco Giuseppe I la Medaglia d'oro al servizio civile» Era originario di Pavia.
Dopo la resa di Venezia il reggimento tornò di guarnigione a Brescia fino al 28 settembre, aggregato alla Brigata del generale Joseph Heinrich Singer (1797 - 1871) della Divisione Friedrich Hannibal principe Thurn und Taxis (1799 - 1857).
Successivamente il 1º Battaglione con lo stato maggiore andò di stanza a Venezia, mentre il 3º Battaglione fu destinato a Treviso. Completate le compagnie forti di 180 uomini, i due battaglioni il 7 novembre 1849 iniziarono il trasferimento verso la Dalmazia, sui piroscafi Custoza e Curtatone. Il 3º Battaglione arrivò per primo a Cattaro, mentre il 1º aveva come destinazione, assieme allo Stato Maggiore, la fortezza di Zara.
Così mentre il Battaglione Granatieri rimase nel Lombardo - Veneto, tutti e tre i battaglioni ora erano di guarnigione in Dalmazia e precisamente il 1º e il 3º a Zara, il 2º con una compagnia a Ragusa e il resto a Cattaro.
| Combattimenti 1848-1849 | Data           | Morti | Feriti |
| Bergamo                 | 20 marzo 1848  | -     | 1      |
| Milano                  | 22 marzo 1848  | 1     | 8      |
| Valeggio sul Mincio     | 9 aprile 1848  | 6     | 10     |
| Santa Lucia             | 6 maggio 1848  | 15    | 17     |
| Curtatone               | 29 maggio 1848 | 1     | 9      |
| Goito                   | 30 maggio 1848 | 8     | 11     |
| Vicenza                 | 10 giugno 1848 | -     | 1      |
| Novara                  | 23 marzo 1849  | 1     | 18     |
| Venezia                 | 26 agosto 1849 | 1     | 8      |

| Fatti d’armi 1848-1849                             | Decorazioni | Totale |
| Santa Lucia (6 maggio 1848) Novara (23 marzo 1849) | 1 Ordine Leopoldo 1 Med. oro 16 Med. argento 11 Encomi 2 Ordini Leopoldo 2 Med. oro 41 Med. argento 4 croci al valor militare 1 Med. oro (medico) | 79     |

### Dal 1850 al 1859
Con rescritto imperiale del 27 ottobre 1850 il Reggimento dovette costituire un quarto battaglione.
I tre battaglioni 1º, 2º e 3º rimasero in Dalmazia, aggregati alla Brigata del generale Lazarus Barone von Mamula (1795 - 1878).
In occasione di una marcia verso la località di Castelnuovo di Cattaro, per la difficoltà degli spostamenti, i bagagli dovettero essere trasportati per mare. Il 26 dicembre la nave salpò, ma fu investita da una violenta tempesta. Se non fosse stata soccorsa dal piroscafo da guerra 'Custoza' il bagaglio e la scorta, composta da un sergente e 4 soldati, sarebbero periti.
Le compagnie del Reggimento in Dalmazia furono dislocate in varie guarnigioni: Zara, Sebenico, Spalato, Metković, Imoschi, Segna e Tenin. Il 4º battaglione neo-costituito, invece, rimase a Verona.
In quest'anno venne introdotto un moschetto 'camerato' a canna rigata, per tiri di precisione. Ogni compagnia disponeva di 16 fucilieri armati con detti moschetti. A questa innovazione tattica è legata anche l'introduzione di premi di tiro.
Il tenente colonnello Adam Kortz, che si era tanto distinto nella campagna del 1848-1849, venne messo a riposo col grado di Colonnello con Regio Decreto del 18 novembre.
Ad aprile lo stato maggiore del 1º battaglione venne trasferito a Zagabria. Lo stato maggiore invece del 2º Battaglione e 4 compagnie a Fiume e un reparto a Segna. Successivamente da Fiume lo stato maggiore e le 4 compagnie del 2º battaglione anch'esse passarono a Zagabria. Il reparto che si trovava a Segna andò a Fiume, per poi ricongiungersi con le truppe del 45º già presenti a Zagabria. Due compagnie, la 5ª e la 6ª andarono invece a Varazdin, a nord di Agram. Anche il 3º battaglione lasciò la Dalmazia per raggiungere la Croazia e precisamente: lo stato maggiore e 4 compagnie andò a Spalato, la 17ª compagnia a Segna e la 18a a Tenin.
Il governatore militare della Dalmazia, generale Joseph Derschatta von Standhalt (1792 - 1876) elogiò pubblicamente il Reggimento in partenza:
«In occasione della partenza per la Croazia del 1º e del 2º battaglione di fanteria arciduca Sigismondo, sento il piacere di elogiare ufficialmente l'ottimo spirito, la moralità e la disciplina che questo bravo reggimento ha dimostrato durante il servizio prestato in Dalmazia. Mentre gli altri reparti del reggimento hanno avuto la fortuna di distinguersi per il coraggio sul campo dell’onore e di prendere parte alle vittorie dell’armata imperiale, il 2º battaglione in quel periodo non ha dato minor prova di fedeltà e destrezza in questo paese e ha prestato servizio eccellente nel mantenimento della pace e dell’ordine in situazioni difficili. Ringrazio, in nome del Comando supremo, i signori colonnelli, i signori ufficiali di stato maggiore e gli alti ufficiali, nonché l’intera unità, per lo zelo dimostrato nell’esercizio dei loro doveri e nutro piena fiducia che i reparti del reggimento, ora in partenza, corrisponderanno in egual misura nella loro nuova destinazione alla fama del reggimento e conseguiranno nello stesso grado la soddisfazione degli alti comandi e la medesima distinzione, che ora li accompagna al momento della partenza da qui. Derschata m.p. GM»
Il 4º battaglione, tuttora in territorio veronese, fu trasferito alla fortezza di Peschiera, mentre una mezza compagnia andò a Riva.
Con Imperial-Regio Decreto del 17 ottobre il colonnello Ludwig Schneider Barone Von Arno, comandante del Reggimento, fu promosso generale e collocato a riposo. Il tenente colonnello Franz Latterer cavaliere Von Lintenburg (1802 - 1863), proveniente dal Reggimento n. 47,  con nomina dello stesso 17 ottobre, divenne il nuovo Comandante del 45º.
Con risoluzione del 31 luglio lo statuto della Difesa Territoriale (Landwehr) venne modificato. Dopo aver svolto il periodo di leva ordinario di 8 anni, il soldato congedato diveniva riservista per altri due anni. Così il battaglione di deposito, con sede a Verona, centro di reclutamento del reggimento, con le sue 4 compagnie, raccoglieva i riservisti, i quali nel periodo da aprile a settembre di ciascun anno venivano richiamati alle armi per le esercitazioni presso le compagnie di deposito per almeno 30 giorni. Vennero formati dei battaglioni di addestratori e il periodo di addestramento fu fissato in 6 settimane.
Venne modificato il regolamento dei battaglioni granatieri. Essi persero la loro autonomia rispetto ai reggimenti da cui provenivano, ma vi vennero incorporati. Ora per ogni battaglione di fanteria era prevista una compagnia granatieri, che furono rimpiazzati da altrettante compagnie di fucilieri. Negli schieramenti il battaglione granatieri del reggimento manteneva la sua autonomia con le sue quattro compagnie. Venne cambiata anche la loro divisa. Fu abbandonato il berrettone (colbacco) di pelo d'orso e anche i granatieri misero lo tschako  della fanteria. Per distinguersi dai fanti, tuttavia, ebbero sulla giberna e sulla cintura quale segno distintivo una granata d'ottone e la sciabola della fanteria.
Il 2 aprile le unità di guarnigione a Zagabria furono passate in rassegna dal colonnello titolare del Reggimento, Arciduca Sigismondo d'Austria, ricevendone gli elogi. Il 6 dello stesso mese avvenne la medesima cosa anche per il 4º battaglione, arrivato da Peschiera a Fiume. Dopo un banchetto in onore degli ufficiali che si erano distinti, l'arciduca Sigismondo offerse ai soldati due giorni di paga. La banda del reggimento, invece, ebbe un donativo di 80 fiorini.
Il 2 agosto a Verona si tenne la consegna e la benedizione della bandiera presso il 5º battaglione di deposito, costituito l'anno prima. Il vessillo venne confezionato dalla madre del colonnello titolare, l'arciduchessa Elisabetta, principessa di Savoia, sorella di Carlo Alberto (1800-1856). La bandiera di velluto rosso scarlatto, colore del reggimento, era riccamente decorata in oro, con l'iscrizione: "Elisabetta, Arciduchessa d’Austria, Principessa di Savoia – 1853" – e con il motto: “Fedeltà e valore vi unisca al sacro pegno“.
L'arciduca Sigismondo d'Austria accompagnò il dono con una lettera indirizzata al Comandante del Reggimento: «Le invio la bandiera destinata da mia Madre, Signora illustrissima, al battaglione di deposito. Mi fa molto piacere poter esprimere in questa occasione la mia totale soddisfazione per l'ottimo aspetto e l'ordine esemplare dei tre battaglioni del mio reggimento da me recentemente visitati»
La cerimonia della consegna avvenne alla presenza della madrina della bandiera, contessa Wallmoden-Gimborn. La Congregazione municipale di Verona in quell'occasione donò al Reggimento 500 lire austriache.
Continuarono intanto i trasferimenti. Verso la fine dell’anno lo stato maggiore del reggimento e il 1º battaglione furono trasferiti da Zagabria a Fiume, il 2º battaglione da Zagabria a Karlovac e il 3º battaglione dalla Dalmazia pure a Karlovac.
Al posto delle bestie da soma ora, per il trasporto dei bagagli, vennero introdotti degli appositi carri. Per assicurare il sostentamento dei sottufficiali, che avevano prestato un lungo e onorato servizio, fu disposto con Regio Decreto che tutti i posti di servizio e manovalanza presso uffici ed istituzioni statali, dovevano essere riservati a questi soldati.
Con l’inizio dell’anno ebbero luogo nel reggimento i seguenti dislocamenti: 3 compagnie del 4º battaglione furono trasferite a Buccari, una a Porto Re e 2 compagnie a Segna. Il 3º battaglione con lo stato maggiore del battaglione e la 7ª compagnia furono inviati a Jastrebarsko, l’8ª a Cvetković e la 9ª divisione a Draganić, località situate sulla strada da Karlovac a Zagabria.
La crisi dei Dardanelli portò alla Guerra di Crimea (1853 - 1856). L'Impero d'Austria rimase neutrale, ma decise di concentrare le truppe sul confine orientale.
Il 15 febbraio i primi tre battaglioni del reggimento ricevettero l'ordine di mettersi sul piede di guerra per marciare verso la Transilvania. Furono aggregati alla Brigata del generale Anton Schwarzl, appartenente alla Divisione del generale Floriano Barone Macchio (1802 - 1895).
Il 7, il 9 e il 17 luglio i reparti si misero in moto. Il 1º battaglione e lo stato maggiore, da Sisak, per battello, giunsero a Zemun proseguendo fino a Orșova. Il 2º e 3º battaglione, invece, dovette muoversi a piedi in quanto la Sava non era navigabile in quel momento. Da Orșova la marcia proseguì fino a Sibiu.
Il 20 agosto, mentre il 3º battaglione rimaneva indietro a Sibiu, il 1º e il 2º battaglione marciarono su Boița e sul passo di Turnu Roșu verso Câineni nel territorio valacco. Da lì si proseguì la marcia su Pitești, in associazione con il 3º battaglione, che avanzava da Sibiu, e che arrivò il 4 settembre. Il 5 settembre il reggimento si accampò presso Pod-Prevalus, nei pressi di Bucarest.
Il giorno successivo, il 6 settembre, ebbe luogo l'ingresso solenne nella capitale, per partecipare a una rivista, insieme a un corpo turco-valacco di 20.000 uomini, comandato dal generalissimo turco, il famoso Omar Pascià. Dopo questa parata il reggimento fu alloggiato in un quartiere della città, negli alloggi preparati dal capitano Paul von Zimmermann.
Il 4º battaglione intanto da Buccari, Porto Re e Segna venne trasferito a Fiume.
Venne ricostituito con ordine del 5 settembre il battaglione Granatieri del reggimento al cui comando fu posto il maggiore Giuseppe conte Gaspari.
Il 17 settembre l'intera guarnigione sfilò in parata in alta uniforme, che si concluse con una Santa Messa solenne alla presenza del comandante in capo, feldmaresciallo Johann Baptist Alexius conte Coronini-Cronberg (1794 -1880).
In seguito al Regio Decreto del 12 giugno fu disposto lo scioglimento del battaglione di deposito e, contemporaneamente, il 4º battaglione, con un organico di 40 soldati semplici per compagnia, fu trasferito da Fiume a Verona.
Il 14 luglio tutto il reggimento fu trasferito per le esercitazioni nei pressi di Ploiești, a nord di Bucarest. La mancanza di acqua potabile e, nello stesso tempo,  il diffondersi di un'epidemia di colera, per cui si ebbero 82 deceduti nella sola giornata del 13 agosto, fece sì che si dovesse cambiare acquartieramento.
Il giorno seguente ebbero luogo le grandi manovre, in occasione delle quali al reggimento fu espresso da parte del comandante in capo la piena soddisfazione per il comportamento tenuto dalle unità del 45º.
Il 18 agosto fu festeggiato il compleanno di Sua Maestà con una parata sul campo, in occasione della quale il generale Von Schwarzl accettò gli auguri del corpo degli ufficiali per la salute di Sua Maestà. A mezzogiorno ci fu un grande banchetto festivo nel bosco.
Il 3 settembre il reggimento ricevette l’ordine di trasferimento. Lo stato maggiore del reggimento, il battaglione dei Granatieri e il 1º battaglione furono trasferiti a Craiova, il 2° a Caracal e il 3° a Slatina.
Nel mese di dicembre il 2º battaglione fu dislocato da Caracal a Craiova e la 9ª divisione da Slatina a Caracal.
Alla fine dell'anno il reggimento ricevette in dono dall'arciduchessa Maria Carolina, consorte dell'arciduca Ranieri, fratello del titolare del reggimento, una fascia per la bandiera del 4º battaglione, decorata con la data 1855, il nome della donatrice Maria Carolina Arciduchessa d’Austria, e col motto: "Vi guidi alla vittoria".
Entrò in dotazione il nuovo tipo di fucile modello Lorenz per la fanteria e i cacciatori (jäger).
La conclusione della guerra di Crimea, spinse la monarchia a procedere non solo a un disarmo generale, ma anche ad evacuare la Valacchia.
Con disposizione del 6 maggio, il reggimento dalle guarnigioni di Craiova, Slatina e Caracal, con lo scioglimento del battaglione di granatieri e il rientro delle 4 compagnie di granatieri nei rispettivi battaglioni, venne ritrasferito in Croazia.
Fino a Orșova il rientro si fece a piedi. Da lì fino a Sisak, per la Sava, si proseguì a mezzo di piroscafi. Da Sisak, marciando ancora a piedi, lo stato maggiore del reggimento con il 1º battaglione raggiunsero Fiume, il 2º Karlovac, il 3º invece proseguì per Buccari, dove entrò nella seconda metà del mese di giugno. Da Buccari, furono distaccate la 15ª compagnia a Carlopago, la 16ª e la 17ª a Segna e la 18ª nella fortezza di confine Cetingrad, ad est di Slunj.
Nel mese di ottobre furono trasferiti da Fiume a Zagabria lo stato maggiore del reggimento, il 2º battaglione da Karlovac e il 3º battaglione da Buccari, mentre il 1º battaglione da Fiume a Karlovac.
Col nuovo regolamento del febbraio, inerente all'organizzazione dell’esercito, ogni reggimento di fanteria aveva in tempo di pace, con lo stato maggiore e 4 battaglioni, un organico di 2.856 uomini. In guerra, invece, l'organico del reggimento, col battaglione di deposito di 4 compagnie,  saliva con lo stato maggiore a 32 compagnie di 6886 uomini.
In ogni compagnia furono sistemati 4 capi convoglio, che ricevettero il distintivo che fu già specifico dei sergenti, mentre questi ebbero un passamano giallo sul colletto.
Il 18 giugno, nelle singole stazioni del reggimento, come in tutte le guarnigioni, si festeggiò il centenario dell’Ordine Militare di Maria Teresa.
Il 5 gennaio morì a Milano all’età di 92 anni il feldmaresciallo Josef Radetzky conte von Radetz.
L'anno si distinse per una festa davvero solenne.
«Il colonnello e comandante del reggimento cavaliere Franz Latterer von Lintenburg aveva chiesto l’autorizzazione reale per erigere un monumento ai caduti del reggimento presso Santa Lucia. Il 4 agosto 1857 l'autorizzazione fu concessa per inaugurare il monumento con una cerimonia solenne. Il monumento fu costruito a Verona a spese del reggimento e venne eretto nel cimitero di Santa Lucia, là dove riposano i commilitoni del reggimento caduti in battaglia per l’imperatore e la patria il 6 maggio 1848.
Il 6 maggio 1858, in occasione del decimo anniversario della battaglia di Santa Lucia, al cospetto del Generale di divisione conte Ferenc Gyulay von Maros-Némethy e Nádaska, di tutti i generali e del corpo ufficiali della guarnigione di Verona, nonché alla presenza del vescovo di Verona, dopo la celebrazione di una messa al campo, fu inaugurato il monumento da parte del Cappellano del Reggimento, don Antonio Mazzani, venuto a sua volta da Verona per la solennità. Lo stesso tenne alle truppe schierate, al 4º battaglione e alle delegazioni delle truppe delle guarnigioni di Verona e Peschiera un discorso in italiano consono alla solennità. Seguì una sfilata. Al pomeriggio ci fu un banchetto del corpo degli ufficiali del 4º battaglione, al quale furono invitati tutte le alte autorità militari e civili.
La festa del reggimento si tenne in modo solenne anche presso le unità dislocate in Croazia e ai reparti venne spiegato il significato della celebrazione dei caduti.
Il monumento costruito a spese del reggimento, quale memoriale di guerra al cimitero di Santa Lucia, è costituito da una piramide in marmo collocata su un piedistallo, ornata alla cuspide con un mezzo busto di un volitivo cavaliere munito di visiera chiusa, mentre sul petto del cavaliere risalta l’aquila imperiale austriaca. I quattro lati del monumento mostrano le seguenti iscrizioni. Sul primo lato: "L’imperial regio Reggimento Fanti Arciduca Sigismondo ai suoi commilitoni qui caduti nel combattimento di Santa Lucia il 6 maggio 1848 in segno di venerazione erigeva". Sul secondo: "Pace alle loro ceneri, onore alla loro gloriosa memoria". Sul terzo: "Colla morte dei valorosi suggellarono la loro fedeltà al sovrano e alla patria". E infine: "Inaugurato con solennità Il giorno 6 maggio 1858"».
Il 24 settembre il reggimento ricevette l'ordine di trasferimento per Vienna. Fu così che per la prima volta dai tempi della sua ricostituzione ebbe l'onore di essere destinato nella capitale alla guardia dei Palazzi Imperiali. Raggiunse Pörtschach a piedi, per poi proseguire in ferrovia fino a Vienna, dove giunse il 31 ottobre. Il reggimento fu acquartierato nelle caserme Alser e Salzgries ed entrò a far parte della brigata del generale Wilhelm barone Ramming von Riedkirchen (1815 -1876).
Il 3 novembre il reggimento ebbe la sorte di essere guidato in parata dal suo titolare, l'arciduca Sigismondo, alla presenza dell'imperatore Francesco Giuseppe, e di riceverne la visita. Il Sovrano elogiò l'unità con le seguenti parole: «Il reggimento ha un ottimo aspetto, ha una bellissima uniforme e mantiene un atteggiamento perfetto. Io sono davvero molto soddisfatto del reggimento e tanto più considerando che viene da una dislocazione sfavorevole».

### La Campagna del 1859
Le parole indirizzate da Napoleone III il 1º gennaio 1859 durante il ricevimento di Capodanno del corpo diplomatico nelle Tuileries a von Hübner, ex ambasciatore austriaco a Parigi: «Mi dispiace che i nostri rapporti col Vostro governo non siano più buoni come una volta, ma io La prego di dire all’Imperatore, che i miei sentimenti personali nei suoi confronti non sono affatto modificati», lasciavano presagire, anzi erano indizio certo dell'atteggiamento ostile della Francia di Napoleone III verso l'Impero d'Austria.
Come conseguenza degli Accordi di Plombières del 21 luglio 1858, nel gennaio 1859 fu stipulata l'alleanza militare tra la Francia e il Regno di Sardegna. Punto nodale dell'alleanza consisteva nel baratto tra la Savoia e la città di Nizza (da secoli appartenenti ai domini di Casa Savoia) che sarebbero andate alla Francia in cambio del Lombardo - Veneto in caso di vittoria dei due alleati contro l'Austria.
A questo si aggiunga il discorso pronunciato nove giorni dopo da re Vittorio Emanuele II al parlamento sardo: «Noi non possiamo restare insensibili al grido di dolore che da tante parti d'Italia si leva verso di noi!», dove era evidente l'allusione alle popolazioni vessate dai 'barbari' tedeschi, specie della Lombardia e delle Venezie. Insomma la guerra batteva nuovamente alle porte del Regno.
L’Austria decise, così, di rafforzare in via precauzionale le unità in Lombardia e inviò per ferrovia il 3º corpo d’armata.
Il 28 febbraio il reggimento ricevette l’ordine di mettersi in stato di guerra, di formare il battaglione Granatieri, e di integrare la 1ª, la 7ª, la 13ª e la 19ª compagnia di fucilieri e un battaglione di deposito.
Nel frattempo il reggimento fu spostato da Vienna a Klosterneuburg e Concurrenz e fece arrivare il 4º battaglione da Verona.
Con Regio Decreto del 20 marzo il capitano Giulio Bagnalasta (che si era distinto durante la guerra del 1848-1849) venne promosso maggiore e trasferito nel reggimento di fanteria di linea Arciduca Alberto n° 44 (Milano).
Il 5 e il 6 aprile furono impartiti ordini di mobilitazione dell’armata.
L’8 aprile il reggimento con tutti i battaglioni ebbe l’alto onore di ricevere la visita dell'imperatore Francesco Giuseppe sulla piazza d'armi di Vienna, lo Schmelz. Dopo la sfilata, il sovrano rivolse agli ufficiali del reggimento queste parole lusinghiere: «Io sono molto contento del reggimento, davvero molto contento. Ciò corrisponde alle mie attese e alle mie aspettative. Ditelo al reparto, ditegli inoltre che io, in considerazione delle sue gloriose tradizioni, nutro piena fiducia nel reggimento. Per mostrare quindi la mia fiducia in modo degno, lo comando presso l’armata in Italia. Dite questo al vostro lodevole reggimento».
Le espressioni così elogiative e bene auguranti del Sovrano e Comandante supremo dell'esercito imperiale, quando vennero comunicate al reggimento, suscitò tra i soldati un solo desiderio, quello cioè di essere all'altezza delle alte aspettative riposte da Francesco Giuseppe sugli uomini del reggimento n. 45 in vista degli imminenti combattimenti sul suolo italiano. Il reggimento fu una delle poche unità lombardo - veneta presente sul fronte durante la guerra del 1859.
Il comandante del reggimento colonnello cavaliere Franz Latterer von Lintenburg venne promosso generale. Al suo posto, con decreto del 14 aprile 1859, il tenente colonnello cavaliere Gustav Depaix (Trieste 1809 - 1886) proveniente dal reggimento di fanteria n. 26, fu nominato colonnello e nuovo comandante del reggimento. Depaix aveva già preso parte ai fatti del 1848 - 1849 ed ebbe modo di distinguersi durante la Battaglia di Magenta del 4 giugno 1859.
Mentre il 4º Battaglione rimase in territorio tedesco, venendo trasferito alla fortezza di Ulma, il resto del reggimento il 26 aprile intraprese per ferrovia il cammino da Vienna fino Trieste, dove entrò il 27. Poi per nave giunse a Venezia e raggiunse Milano il 30 aprile, dove fu alloggiato nella caserma San Francesco.
Allo scoppio delle ostilità (29 aprile) tra Regno di Sardegna, alleato con la Francia, e l'Impero d'Austria in territorio lombardo erano presenti cinque corpi d'armata, ossia il 2º, il 3º, il 5º, il 7º e l’8º. Un sesto corpo d'armata, il 9º, ricevette l'ordine di passare nel Lombardo-Veneto solo il 24 aprile.
Il 45º faceva parte del 2º Corpo d'armata sotto il comando del feldmaresciallo Georg Jelačić conte de Bužim, nella divisione del feldmaresciallo Joseph Herdy (1801 - 1871), brigata del generale Leopold Kintzl (1802 -1890) con l'ordine di spostarsi in direzione sud da Milano a Pavia per raggiungere la sua posizione nello schieramento imperiale.
Il 30 aprile iniziò l’attraversamento del Ticino, che segnava il confine di stato, da parte delle truppe imperiali. L'Austria aveva iniziato decisamente l'offensiva anche per scongiurare il congiungersi dell'esercito francese con quello del Piemonte.
Il 1º maggio, intanto, giunsero a Milano da Verona i complementi. Fu quindi costituito il battaglione Granatieri. Alle 7 del mattino nella piazza San Francesco venne riunito tutto il reggimento con i suoi 4 battaglioni. Il Generale di brigata Kintzl tenne un discorso di bene augurio, dopo di che, carichi di tensione, i soldati iniziarono la marcia verso il fronte.
Alle 9 di sera di quella medesima giornata il reggimento raggiunse Pavia, e pose il campo davanti alla città. Dal 1º maggio fino al 5 luglio incluso, i reparti bivaccarono ininterrottamente all'aperto.

### Montebello (20 maggio) e Palestro (30 maggio)
Il 2 maggio il reggimento, inserito nelle truppe che avanzavano in territorio nemico, superò il Ticino e marciò verso Garlasco nella Lomellina. Il 3 si diresse a Mede, il 4 era a Ottobiano, il 7 a Nicorvo, l’8 superò il fiume Sesia e si accampò a Vercelli.
L'offensiva imperiale però fu mal condotta. A Genestrello, a sei chilometri da Voghera, il 20 maggio truppe del 5º Corpo d'armata del generale Stadion subirono l'attacco franco-piemontese. Gli imperiali si arroccarono nel vicino paese di Montebello. Ben presto lo scontro si fece sempre più intenso con assalti e contrassalti alla baionetta e combattimenti casa per casa e presso il cimitero. Alla fine della giornata, tuttavia, la colonna austriaca, mal supportata dal resto dell'esercito, pur essendo in superiorità numerica, dovette sgomberare Genestrello, Montebello e Casteggio. Gli imperiali avevano perso l'iniziativa.
Con la sospensione dell’offensiva nella Lomellina, il reggimento, passando da Robbio e Albonese, tornò verso ovest a Cilavegna, dove entrò il 13 maggio e vi rimase fino al 17. Il 18 marciò verso San Giorgio, e vi rimase fino al 21. Nella notte tra il 22 e il 23 marciò per Zeme, tornò indietro nella stessa notte a San Giorgio e vi rimase fino al 30 maggio, quando si mise in marcia per Mortara.
Il 31 maggio, avanzato di nuovo verso Robbio, il reggimento rimase come riserva delle truppe del 7º Corpo d’armata che quel giorno combattevano a Palestro.
La strategia franco-piemontese, infatti, prevedeva una manovra di aggiramento dell'ala destra imperiale verso Nord, oltre Vercelli. Per camuffare questa intenzione, fu affidato ai piemontesi il compito di attaccare con 4 divisioni il centro dello schieramento imperiale nella linea Casalino - Confienza - Vinzaglio - Palestro.
Il Comandante in capo austriaco, il feldmaresciallo Ferenc József Gyulay von Maros-Nemeth und Nadaska (1798 - 1868) insospettito da questi movimenti del nemico (riteneva infatti che il vero e proprio attacco sarebbe partito più a sud, nell'Oltrepò) il 30 maggio ordinò a due divisioni di attaccare il nemico sul fiume Sesia.
I fatti più cruenti si ebbero a Palestro, dove scarse unità imperiali tenevano il paese poco lontano dal corso d'acqua. Qui le truppe piemontesi, guidate dal generale Cialdini, riuscirono, dopo aspri combattimenti, ad occupare Palestro e a creare una testa di ponte in sinistra - Sesia. Ben presto il nemico fece affluire ulteriori truppe, tra cui anche un reggimento di Zuavi, temendo la controffensiva austriaca per riconquistare il paese. L'attacco imperiale avvenne con 4 brigate. Ma l'attacco si risolse con un nulla di fatto e gli imperiali non riuscirono nell'intento di ricacciare il nemico oltre il fiume. Le perdite furono notevoli per tutti i contendenti. Gli imperiali ebbero più di 1.100 tra morti e feriti e 400 soldati caddero prigionieri.

### La Battaglia di Magenta (4 giugno 1859)
L’esito sfavorevole della battaglia di Palestro indusse il Comandante dell’armata imperiale, feldmaresciallo Gyulai, a ritirare le truppe dietro il Ticino, ordinando di far saltare i ponti sia del Ticino che del canale Naviglio Grande. Ma questa operazione fu fatta parzialmente e di fatto sui ponti mezzo diroccati, ma non del tutto distrutti, le unità nemiche, anche se a volte con difficoltà, riuscirono poi a passare. Le posizioni in destra Ticino furono tutte abbandonate al nemico, che in previsione di un attacco diretto su Magenta, lungo la strada che conduce a Milano, iniziò ben presto ad occuparle.
La divisione del generale di Corpo d’armata Joseph Herdy (1801 - 1871) costituita dalle Brigate del generale Karl Anton Joseph Freiherr von Baltin (1804 -1873) e generale Leopold Kintzl (1802 -1890) aggregate al 2º corpo d’armata, fu pertanto ritirata prima a Sant'Angelo e in un secondo momento, passando per Mortara e Vigevano, a Soria, sulla riva sinistra del Ticino.
Venne infine a schierarsi tra Ponte di Magenta e Robecco. Qui era posizionata la Brigata Kintzl col "Reggimento fanti n. 45, Arciduca Sigismondo, italiano, di cui Verona è il circondario di coscrizione, e venne spedito a sua richiesta sul teatro della guerra e giunse a Trieste ai 23 aprile", in W. Rüstow, Guerra d'Italia del 1859 ..., p. 246.
Intanto era giunto a Verona l'Imperatore Francesco Giuseppe, scontento dell'evolversi della situazione in Lombardia.
Le truppe imperiali erano schierate sul lato orientale del Canale Naviglio Grande e occupavano da nord a sud i paesi di Bernate, Boffalora, Ponte Nuovo di Magenta, Ponte Vecchio di Magenta sino a Robecco sul Naviglio. Questa doveva essere la linea difensiva dell'armata imperiale.
Il 3 giugno la divisione avanzò in direzione nord verso Magenta e, quando alle 10:30 di mattina, ebbe raggiunto Robecco sul Naviglio, un paio di chilometri a sud di Magenta, il generale di corpo d’armata principe Liechtenstein diede ordine di occuparla con due battaglioni assieme al Ponte Vecchio di Magenta.
Il generale maggiore Kintzl fu, quindi, incaricato di occupare il Ponte Vecchio di Magenta sul Naviglio grande con il 1º e 2º battaglione del 45º, con due cannoni della batteria di brigata, una batteria di razzi assegnatagli e un plotone di cavalleria, mentre il 3º battaglione e il battaglione granatieri del reggimento rimasero a Robecco con i restanti 6 cannoni della batteria di brigata.
Contemporaneamente, alle Brigate generale Anton Szabó (1803 - 1869) e Rudolf barone von Koudelka (1810 - 1871) aggregate al 2º corpo d’armata e con 4 squadroni del reggimento degli Ulani n. 12 e la riserva del corpo di artiglieria, pervenne l’ordine di allertarsi ad est di Magenta.
Il Canale Naviglio Grande, così, con il suo corso veloce e gli alti argini rappresentava per le truppe imperiali la vera linea di difesa, rispetto al Ticino, che scorreva lì vicino ma che era facilmente guadabile in più punti.
I francesi (a Magenta combatterono solo truppe transalpine) erano riusciti a creare tra il 2 e 3 giugno una forte testa di ponte sul Naviglio a Turbigo poco a nord di Magenta. I tentativi austriaci di ricacciare il nemico si erano rivelati infruttuosi.
Con questo schieramento passò la notte fra il 3 e il 4 giugno 1859.
Per proteggere la ritirata, il generale maggiore Kintzl fece schierare il 1º battaglione e 2 cannoni della batteria di brigata a cavallo della strada per Carpenzago. Il 2º battaglione, come il resto della brigata, riuscirono così a ritirarsi nel luogo nominato indisturbati dal nemico.
Al nemico, verso le 4 del pomeriggio, riuscì di prendere la parte di Ponte vecchio di Magenta che si trovava sulla riva destra del canale; ma tutti gli altri tentativi di impossessarsi della zona separata dal canale rimasero vani.
Quando nel frattempo l’avanguardia della brigata Hartung del 3º corpo d’armata, a sua volta giunto sul campo di battaglia, comparve tra Casterno e Carpenzago, il generale maggiore Kintzl decise di attaccare la parte di Ponte vecchio di Magenta occupata dal nemico.
L’avanzata della brigata avvenne con il nostro 1º battaglione in testa, a questo seguiva la batteria, il 3º battaglione alla sua sinistra, il battaglione di granatieri alla destra in colonne di divisione, mentre il 2º battaglione fu annesso come riserva dietro la batteria.
Il 1º battaglione attaccò coraggiosamente il nemico e, assieme ad unità del 3º battaglione, lo cacciò dal Ponte di Magenta. Ma presto il nemico tornò indietro, attaccò il luogo e lo riprese.
Il generale maggiore Kintzl ordinò un secondo assalto, a cui presero parte il nostro battaglione di granatieri e il 3º battaglione, così come 4 cannoni di razzi sotto il comando del capitano Ecke, per cui alcune case del luogo furono prese, ma i nostri dovettero presto retrocedere di nuovo.
La brigata Kintzl, che per tutto il tempo aveva condotto la battaglia contro la brigata francese Wimpffen, contro le unità degli zuavi della brigata Cler e contro l'avanguardia della brigata di fanteria Picard, diradata dai ripetuti e forti attacchi, talvolta anche sparpagliata, si ritirò sotto la protezione del fuoco della batteria di brigata a Carpenzago e si riunì più tardi a Casterno.
Ancora durante la ritirata il nostro comandante di reggimento colonnello Depaix, con alcune unità del reggimento che si trovavano vicine, con l’avanguardia della brigata Hartung – tenente colonnello barone von Schütte: 1º battaglione di fanteria Hessen Nr.14,  una divisione del 23º battaglione cacciatori e due cannoni - intraprese un terzo assalto a Ponte vecchio di Magenta, che però fallì per l’opposizione e la tenacia dell’avversario.
Il 2º battaglione prese parte ancora ad un successivo attacco a Casterno intrapreso dalle brigate Hartung e Ramming con i reggimenti n. 14 e 27.
Alla fine va ricordato che il reggimento, attaccato in ritirata a Robecco, richiamato ancora una volta sul campo di battaglia dal capitano dello stato maggiore del quartier generale Pistory, fu ivi immediatamente condotto dal comandante del reggimento, senza però entrare in azione.
Lo sfinimento su ambo i fronti e l’oscurità della notte posero fine ai duri combattimenti di questo giorno avverso che aveva richiesto tante vittime.
Deve essere qui sottolineato che il reggimento, combattendo a lungo da solo presso Ponte vecchio di Magenta, si oppose alla notevole superiorità del nemico (parti della brigata francese Wimpffen, Cler e Picard, da 6 a 7 battaglioni circa) e fece credere al nemico, in base alle sue indicazioni, di aver a che fare con forze di gran lunga superiori. Soltanto alle 4 di pomeriggio, le brigate Hartung e Dürrfeld si ritirarono nella linea di combattimento e il nostro reggimento ebbe l’ordine di ritirarsi.
Va ancora ricordato il comportamento lodevole del tenente Robert Scholz del 2º reggimento d’artiglieria. Con i suoi 2 cannoni aspettò a sangue freddo le colonne d’attacco nemiche e – giunte a 50 passi - le folgorò con pallottole.
Sia il comandante di corpo, generale del corpo d’armata principe Eduard Liechtenstein, che tutti i signori del suo quartiere principale e il brigadiere generale maggiore Kintzl, dopo la battaglia, hanno espresso al comandante del reggimento colonnello cavaliere Gustav Depaix, con gli accenti più lusinghieri, il riconoscimento per le eccellenti prestazioni.
Mentre il 2º battaglione bivaccò durante la notte a Casterno presso la brigata Hartung, i rimanenti battaglioni furono condotti ad Abbiategrasso dal colonnello Depaix. Ma il giorno dopo tutti i reparti che appartenevano alla brigata Kintzl furono riuniti a Tainate.
La giornata di Magenta comportò per il reggimento gravi perdite. Oltre al Capitano Conte Auersperg e al Tenente Robert Kober si ebbero 43 morti; i capitani: Ignaz Pillepich, barone Gustav von Hacke e Paul Bernart; i luogotenenti: barone Ignaz von Buschmann, Karl Weißmann, Franz Glaß, conte Hugo Auersperg, Ludwig Eisterer e 279 uomini furono feriti. I luogotenenti Ferdinand Merz e Giuseppe Dionese con 740 uomini furono fatti prigionieri di guerra.»
Le perdite dell'esercito imperiale al termine di quella sanguinosa giornata furono pari a 63 ufficiali e 1.302 soldati deceduti, 218 ufficiali e 4.130 soldati di truppa feriti. I prigionieri e dispersi furono in tutto circa 4.000.
Alla storiografia risorgimentale suonava male che un reparto 'italiano' si trovasse dall'altra parte, quella dello 'straniero', proprio quando, anche se grazie quasi esclusivamente all'aiuto straniero della Francia di Napoleone III, la 'causa nazionale' era così vicina al suo compimento. Per questo si insinuò l'idea che il 45º avesse combattuto male e con scarso impegno a Magenta, in quanto 'italiano'. Prova di questo sarebbe stato l'apparente elevato numero di prigionieri. Certo, non vi erano state diserzioni, ma il numero dei prigionieri (740) era quantomeno sospetto. Non si teneva conto, ovviamente, né del numero dei morti (45), né di quello, elevatissimo, dei feriti (286), essendo questi dati di segno completamente opposto rispetto all'opinione della scarsa combattività del Reggimento Sigismondo, in quanto 'italiano'.
L'autore della Storia Reggimentale, Alfons Dragoni Rabenhorst, pur scrivendo quarant'anni dopo i fatti di Magenta, nel 1897, dà una spiegazione logica di quei numeri quando scrive: «Deve essere qui sottolineato che il reggimento, combattendo a lungo da solo presso il Ponte Vecchio di Magenta, si oppose alla notevole superiorità del nemico (parti della brigata francese Wimpffen, Cler e Picard, da 6 a 7 battaglioni circa) e fece credere al nemico, in base alle sue indicazioni, di aver a che fare con forze di gran lunga superiori»
Anche W. Rüstow, nella sua Guerra d'Italia del 1859, autore scevro da interessi nazionalisti di parte, se da un lato accenna all'opinione della scarsa combattività del 45º a Magenta in quanto formato da 'italiani', dall'altro, descrivendo l'episodio saliente che vide come protagonista il reggimento, confuta agevolmente, con la sola descrizione dei fatti, la tesi della sua presunta arrendevolezza in quanto reparto 'italiano'. Quanto scritto da questi due autori infatti combacia perfettamente. Rüstow parla di 4.000 soldati caduti in mano ai francesi.
Cita anche alcuni episodi in cui il valore delle truppe imperiali non impedì che molti di loro cadessero prigionieri del nemico in netta superiorità numerica e altrettanto combattivo. Qui però, singolarmente, non vi è nessuna connotazione negativa per l'alto numero di prigionieri imperiali.
Così descrive, ad esempio, la presa di Cascina Nuova a nord di Magenta da parte dei transalpini: «La Prima Brigata Motterouge [...] assalì alla baionetta Cascina Nuova; superò la resistenza eroica degli austriaci, prese ai due reggimenti ungheresi Arciduca Giuseppe e Principe Wasa e al 2º battaglione dei Cacciatori 1.500 prigionieri e s'impossessò della bandiera di quest'ultimo battaglione sul cadavere del suo comandante». Qui l'eroismo degli austriaci (ungheresi) non viene sminuito dal fatto che ebbero 1.500 prigionieri e persero addirittura la bandiera reggimentale!

Ecco che cosa scrive Rüstow sul Reggimento n. 45: 
Gyulai scagliò intanto e in aspettativa dell'arrivo di Schwarzenberg il reggimento Sigismondo da Robecco sulla destra del Naviglio Grande verso Ponte Vecchio di Magenta. Schwarzenberg lo doveva seguire come riserva. [...] Nel momento appunto in cui il reggimento Sigismondo avanzavasi verso Ponte Vecchio, un altro reggimento (Hartmann) faceva saltare il ponte di Ponte Vecchio e ritiravasi interamente sulla sponda sinistra (orientale) del canale. Alle 4 e mezza impegnavasi presso Ponte Vecchio e sulla destra del Naviglio la pugna tra il reggimento Sigismondo e i due battaglioni del terzo reggimento granatieri della Guardia che occupavano il lato occidentale del paese. Questi ricevettero ben tosto un rinforzo, prima di un battaglione del primo reggimento dei granatieri della Guardia spedito dal generale Mellinet per i prati, poi dell'avanguardia della Brigata Picard (divisione Rénault del Corpo di Canrobert) la quale finalmente comparve sul campo di battaglia. Dal ponte di S. Martino seguì questa da principio la ferrovia, indi si volse a destra sulla pianura di Carpenzago.
Attaccato da forze superiori, in parte girato, il reggimento Sigismondo era verso le 5 e mezzo costretto di retrocedere lasciando nelle mani dei francesi molti prigionieri e, come dicesi, la maggior parte volontariamente. Il reggimento è, come si è detto, italiano. Ciò ebbe luogo prima della comparsa di Schwarzenberg, il quale finalmente spiegavasi tra Robecco e Ponte Vecchio di Magenta»
(W. Rüstow, Guerra d'Italia del 1859 ..., pp. 260-262.)
Dalla citata descrizione è evidente l'errore tattico del Comando austriaco nel lasciare da solo il reggimento contro le superiori forze nemiche.
Al 45º venne ordinato di scavalcare il Naviglio a Robecco. a sud di Magenta, e portarsi sulla riva occidentale del canale, in quel tratto di pianura che Rüstow chiama 'pianura di Carpenzago' che si situa tra il Ticino (i cui ponti sono tutti in mano francese) e gli alti argini del Naviglio che sul lato sinistro (orientale) rappresenta la linea di difesa austriaca.
L'idea, in sé eccellente, se fosse stata ben coordinata, è quella di investire sul fianco, risalendo da sud verso nord, le truppe francesi per recuperare il Ponte Vecchio di Magenta, che rischiava di cadere in mano francese appunto sul Naviglio e che era già fortemente attaccato dalle truppe napoleoniche.
Il Reggimento si inoltra così da solo</ in questa terra di nessuno che si stende tra il fiume e il canale, la piana di Carpenzago. Alla sua sinistra ha il fiume Ticino, distante qualche chilometro, alla destra l'alto argine del Naviglio, a nord si situa il Ponte di Magenta, poco più a nord-ovest il terrapieno della ferrovia, saldamente in mano francese.
Alle sue spalle, per sostenere e rinforzare l'attacco, dovrebbero trovarsi le brigate del Corpo d'armata Schwarzenberg. In quel punto tra il fiume e il canale vi è sufficiente spazio perché truppe numericamente superiori possano affluire e schierarsi agevolmente per dar forza ad un contrattacco. È quello che accadde, però, da parte nemica. I francesi hanno tutto l'agio, accortisi dell'avanzata del reparto imperiale, di fare affluire verso sud-est dal Ponte S. Martino (sul Ticino) forze sempre crescenti e sempre più aggressive. Oltre a due battaglioni granatieri della Guardia già presenti a Ponte Vecchio, arriva un altro battaglione del 1º Reggimento Granatieri della Guardia; e giunge subito dopo l'avanguardia della Brigata Picard. Nessun reparto imperiale invece sostiene la carica del 45º.
Addirittura le unità austriache che sono sul Ponte Vecchio, dopo averlo fatto saltare, si ritirano. Non vi è coordinamento tra le varie unità imperiali e il Sigismondo è mandato allo sbaraglio contro reparti tre volte superiori. Chi deve venire a supporto (Schwarzenberg) è infatti troppo lento e lontano. Chi è già in loco (evidentemente non sapendo nulla dell'attacco) non solo non lo sostiene da est, ma si ritira. Così «attaccato da forze superiori, in parte girato, il reggimento Sigismondo era verso le 5 e mezzo costretto di retrocedere».
Il reggimento è girato ovvero accerchiato, perché attaccando in colonna in direzione nord, è investito sia sul fianco sinistro (occidentale) che da nord e viene schiacciato verso i massicci argini del Naviglio verso est, senza che nessuno lo sostenga, rischiando di essere completamente aggirato e annientato.
È quindi costretto a retrocedere. L'errore tattico fu pagato caro, in quanto l'azione di riconquista di Ponte Vecchio, così mal coordinata, fallì. Durante quella sanguinosa giornata, poi, tutti i contrattacchi austriaci, a cui partecipò ancora il Reggimento Arciduca Sigismondo, non portarono alcun frutto.
Il commento di Dragoni Rabenhorst è quindi l'unica vera spiegazione di quello che accadde: «Deve essere qui sottolineato che il reggimento, combattendo a lungo da solo presso il Ponte Vecchio di Magenta, si oppose alla notevole superiorità del nemico (parti della brigata francese Wimpffen, Cler e Picard, da 6 a 7 battaglioni circa) e fece credere al nemico, in base alle sue indicazioni, di aver a che fare con forze di gran lunga superiori».
Fu uno dei tanti errori commessi dal Comando imperiale in quella sfortunata giornata, ma non può essere certo addebitato alla scarsa efficienza dei fanti veneti che si sacrificarono ancora una volta, come avevano fatto a S. Lucia nel 1848, e come faranno ancora qualche anno dopo nel 1866 a Jičín e Königgrätz.

### Da Magenta all'armistizio di Villafranca (11 luglio 1859)
Il Feldmaresciallo Gyulai intendeva riprendere le ostilità già il giorno successivo allo scontro, 5 giugno. Tuttavia alla fine si decise di ripiegare verso est. Iniziò così una ritirata verso il Quadrilatero, come nel 1848, ma con esito diverso.
Il Reggimento bivaccò parte a Casterno, parte ad Abbiategrasso, a sud di Magenta, per riunirsi il giorno dopo a Taniate, qualche km a sud-ovest di Abbiategrasso.
Il 7 giugno l'unità era a Borghetto Lodigiano, dopo esser passata per Binasco e Torrevecchia Pia. Proseguendo la marcia verso il Quadrilatero, il reparto giunse a Gombito, nel cremonese, e, passando per Castel Visconti, Quinzano sull'Oglio, Prealboino (nella bassa bresciana) e Castellucchio (nel mantovano),  il 17 giugno giunse finalmente a Cerese, poco a sud di Mantova.
Francesco Giuseppe, dopo aver giubilato il Feldmaresciallo Gyulai, aveva assunto direttamente il comando dell'esercito.
Il Reggimento, sempre appartenente alla Brigata del Generale Kintzl, fu schierato sulla linea Curtatone - Montanara. Qui fu impegnato nella costruzione di fortificazioni, e rimase come riserva del 2º Corpo d'Amata durante la Battaglia di Solferino del 24 giugno 1859, senza essere impegnato in combattimento.
Il 45º rimase qualche giorno presso il campo trincerato di Mantova per essere poi trasferito in territorio veronese, a San Vito di Legnago.
Il 29 giugno in quella località l'aiutante di campo dell'Imperatore, generale Friedrich Marcus Kellner barone von Köllenstein (1802 - 1881) premiò coloro che a Magenta si erano particolarmente distinti.
Ricevettero così la Medaglia d'argento al valore militare di 1ª classe il sergente Pietro Tegolin, il caporale Carlo Edler, il sottocaporale Giovanni Dal Medico, i soldati semplici Giovanni Ferrante, Francesco Bettoli, Pietro Faustinelli, Luigi Dalla Nogara, e Giulio Bentenrieder.
La Medaglia d'argento al valore di 2ª classe invece andò al sergente Karl Jankowsky, al portabandiera Giovanni Battistani, ai comandanti di plotone Giovanni Calzavacca, Vincenzo Zaglio e Giuseppe Cindric, ai caporali Pietro Drera, Cesare Guaida, al tamburo Orlando Molteni, al cornetta di battaglione Tommaso Mischiari, al sottocaporale Luigi Ragazzi, ai granatieri Michele Marcomini, Edoardo Assanger e ai soldati semplici Giuseppe Ghidoni ed Emilio Piccoli, tutti appartenenti al 1º, 2º, 3º battaglione e al battaglione granatieri.
Nella medesima giornata furono insigniti dell'Ordine della Corona Ferrea di 3ª classe il colonnello comandante del reggimento, cavaliere Gustav Depaix, il tenente colonnello cavaliere Joseph Von Meehofer, il maggiore Ludwig Lendwich e in memoriam il capitano Anton Conte Auerberg.
La Croce al valor militare invece fu consegnata al maggiore Johann Hummel, al capitano Ignaz Pillepich, al tenente Josef Niemeczck, al sottotenente Eduard Samsa. Ebbero l'encomio solenne poi i capitani Paul Bernnart e Comingo Putti, i tenenti Heinrich Mallinaric Von Silbergrund, Leopold Schwab e Franz Wanka, e infine i sottotenenti Ignaz Barone Von Buschmann, Alexander Eis, e Hugo conte von Auersperg.
Il 30 giugno il reparto lasciò Sam Vito di Legnago, avendo per destinazione la località triestina di Nabresina (oggi Aurisina) dove giunse il 6 luglio 1859, passando per Vicenza, Padova, Treviso, Casarsa del Friuli, Codroipo, Palmanova e Monfalcone.
Qualche giorno dopo, l'11 luglio, a Villafranca di Verona veniva siglato tra i due Imperatori, Francesco Giuseppe d'Austria e Napoleone III, l'armistizio che, ratificato con la Pace di Zurigo del 10 novembre, prevedeva da parte dell'Austria sconfitta la cessione alla Francia della Lombardia, con esclusione di Mantova e del suo territorio. La Francia poi, in cambio dell'acquisto di Nizza e della Savoia, avrebbe a sua volta ceduto quel territorio al Regno di Sardegna.
Se è vero che a Magenta il 45º fu l'unico reggimento di linea reclutato nel Lombardo - Veneto a combattere dall'inizio delle ostilità, occorre ricordare che anche il Reggimento di linea n. 16 Wernhart, comandato dal colonnello veneziano Ernesto Trentinaglia e reclutato nell'alto Veneto (Treviso, Belluno) partecipò alle fasi finali della Battaglia di Magenta. Questo era giunto a Verona con tre battaglioni al completo a fine maggio. Un suo sottufficiale, il sergente Seraggiotto, si meritò così la Medaglia d'argento al valore di 2ª classe..
Non solo, ma il Reggimento n° 16 ebbe modo di partecipare anche alla cruenta Battaglia di Solferino (24 giugno 1859), dove si comportò eroicamente ed ebbe 43 morti. Molti soldati dell'unità furono decorati e meritarono una medaglia d'oro al valor militare, 16 d'argento di 1ª classe e 47 d'argento di 2ª classe..
L'8 luglio 1859 il Reggimento n. 45 lasciò il triestino. Nuova destinazione era la Boemia meridionale. Arrivata a Vienna in treno, qui l'unità prese il piroscafo sul Danubio fino a Krems an der Donau. Poi proseguì a piedi, attraverso le località di Gföhl, Zwettel e Gratzen, in direzione nord-ovest, verso České Budějovice, Český Krumlov, Třeboň e Jindřichův Hradec, nella Boemia meridionale, dove i vari reparti del 45º vi furono dislocati. Per la precisione lo stato maggiore, il battaglione granatieri e la 3ª e 5ª Compagnia erano di stanza a České Budějovice; la 1ª e 2ª Compagnia a Český Krumlov, la 4ª e la 6ª a Třeboň, infine, il 3º battaglione a Jindřichův Hradec.
Essendo in tempo di pace, si iniziò la smobilitazione con lo scioglimento del battaglione granatieri e della 1ª, 7ª, 13ª e 19ª compagnia, così come del 5º battaglione che dal mese di maggio si trovava a Hradec Králové, sotto il comando del Maggiore cavaliere Guido von Hartlieb. Il 4º battaglione, che per tutta la durata della guerra era sempre rimasto di guarnigione a Ulma, venne trasferito a Kufstein, e da lì poi a Monselice. Il 3º battaglione, invece, tornò a Verona.
Prima che il 3º battaglione si mettesse in marcia, fu chiesto ai soldati reclutati nelle provincie lombarde cedute alla Francia, se desideravano tornare nella loro patria. Questi furono quindi inviati a Josefov, e assieme ai lombardi del 1º e del 2º battaglione, sotto il comando del capitano Baroni, partirono il 20 novembre per Verona, da dove poterono tornare alle loro case.
L'8 dicembre 1859 si tenne una solenne parata nella piazza d'armi di Josefov a cui partecipò il 1º Battaglione. Dopo la celebrazione della Santa Messa, il comandante della Fortezza, generale Karl barone Von Ripp (1802 - 1867) consegnò altre medaglie al valore per i fatti d'arme del recente conflitto.
Ricevettero la medaglia d’argento al valore di 1ª classe il sergente Pietro Temporin, il comandante di plotone Carlo Colombo e il soldato semplice Antonio Bonafini; la medaglia d’argento al valore di 2ª classe i comandanti di plotone Abele Sicchiero e Giovanni Paroli, i caporali Antonio Barbieri, Gaetano Donà e Antonio Invirto, il sottocaporale Luigi Fioresi, i tamburi Michele Campagnari e Giorgio Ascari, e infine i soldati semplici Luigi Ceriani, Giacomo Giardini, Marco Dal Maestro, Pietro Gavioli e Giovanni Siviero. Tutti questi militi appartenevano al 1º, 2º, 3º battaglione e al battaglione granatieri che si era battuto a Magenta.
Il Reggimento n. 45, quindi, nel 1859 si guadagnò 4 Ordini della Corona Ferrea, 4 croci al valor militare, 11 medaglie d'argento al valore di 1ª classe, 27 medaglie d'argento al valore di 2ª classe e 8 Encomi solenni, per un totale di 54 decorazioni.
L'alto numero e la tipologia delle decorazioni (Ordine della Corona Ferrea, croci al valor militare, medaglie d'argento ecc.) che meritarono i soldati del Reggimento, sconfessano di per sé la tesi di un'unità riluttante e poco propensa al combattimento. Anche la tempistica della consegna delle medesime appare interessante e indicativa per suffragare questa opinione.
Una prima serie, infatti, venne stabilita con un provvedimento del 27 giugno 1859, poche settimane dopo la battaglia.
Qualche mese dopo, tuttavia, con provvedimento datato Verona 5 novembre 1859 vennero individuati ulteriori sedici militi del reparto che ricevettero 3 medaglie d'argento di 1ª classe e 13 medaglie di 2ª classe.
| Combattimenti 1859 | Data          | Morti | Feriti |
| Magenta            | 4 giugno 1859 | 45    | 287    |

| Fatti d’armi 1859       | Decorazioni                                                                                                   | Totale |
| Magenta (4 giugno 1859) | 4 Ordini Corona Ferrea 4 croci al valor militare 8 encomi 11 Med. argento 1ª classe 27 Med. argento 2ª classe | 54     |

### Anni di pace (1860-1865)
A marzo lo stato maggiore reggimentale e il 1º battaglione furono trasferiti a Praga, mentre il 2º battaglione fu destinato a České Budějovice, sempre in Boemia.
Il 14 giugno il 1º battaglione ricevette la visita dell'arciduca Alberto che non solo elogiò il reparto ma distribuì personalmente un donativo in denaro.
Alcune compagnie vennero destinate alla fortezza tedesca di Rastatt e il contingente di dette compagnie venne portato a 130 uomini, dai 90 in cui consistevano in origine, immettendo soldati di lingua tedesca.
Il Regio decreto del 27 dicembre 1859, intanto, aveva innovato la composizione della fanteria imperial-regia. Essa passava da 62 reggimenti di linea su 4 battaglioni a 80 reggimenti articolati in tre battaglioni. Così il 4º battaglione del Reggimento fu aggregato al Reggimento neo - costituito n° 38, sempre reclutato nel Lombardo - Veneto.
Le innovazioni tattiche continuarono. I reparti di fanteria, anziché su tre linee, ora sarebbero stati schierati su due.
Il 1º e 2º battaglione nel 1861 e nel 1862 rimasero di guarnigione in Boemia, dislocati tra České Budějovice, Třeboň, Týn nad Vltavou e Český Krumlov. A fine luglio le compagnie che erano presso la fortezza federale di Rastatt ricevettero l'ordine di tornare a Verona. In quest'anno vi furono alcune innovazioni nella divisa e la vecchia borraccia tonda di legno venne definitivamente sostituita da una in vetro ricoperta di pelle.
Il 21 agosto 1862 morì il titolare in seconda del Reggimento, il generale di divisione Karl Hartlieb barone von Walthor. Al suo posto venne nominato dall'Imperatore il generale di Corpo d'armata, Adolf barone Von Lang, che comandava la fortezza di Peschiera (Verona, 1800 - 1873).
L'8 febbraio 1863 vennero ridotti i ranghi delle compagnie.
Ai primi di aprile lo stato maggiore di reggimento, il 1º e il 2º battaglione ricevettero l'ordine di trasferirsi a Praga, dove entrarono il 10 e il 12 aprile.
L'11 novembre il comandante del Reggimento, colonnello Cavaliere Gustav Depaix fu collocato a riposo. Durante la battaglia di Magenta del 1859 si era meritato l'Ordine della Corona di Ferro. Questi venne sostituito dal colonnello Cavaliere Karl Von Ripper (1819-1866). Von Ripper aveva fatto parte del Reggimento n° 38 Haugwitz (lombardo-veneto), era entrato nell'esercito granducale di Toscana nel 1852, e dal 1861 faceva parte del 45º. Partecipò a tutti i fatti d'arme degli anni 1848, 1849 e 1859 e morirà eroicamente durante la battaglia di Königgrätz il 3 luglio 1866.
Il 20 novembre 1864 continuarono le peregrinazioni dei reparti in Boemia. Il 1º battaglione lasciò Praga e ritorno a České Budějovice, che raggiunse il 26 novembre. Il reggimento non venne impiegato in quell'anno nella Guerra dello Schleswig-Holstein (febbraio - ottobre 1864).
Nel 1865 venne disposta ed attuata a Verona la costituzione del 4º battaglione. Così in Boemia in quell'anno si trovarono di stanza tutti e tre i primi battaglioni del reggimento. Il 3º infatti da Verona raggiunse České Budějovice a marzo. Gli altri due rimasero sempre in Boemia tra Praga e Plzeň. Il 2 settembre si ebbe una nuova visita del feldmaresciallo arciduca Alberto (1817 - 1895), che espresse ancora una volta la soddisfazione per il comportamento dei reparti durante le manovre.

### La guerra del 1866
Nei primi mesi del 1866 alcuni reparti del reggimento stanziati in Boemia vennero impiegati con funzione di ordine pubblico a Tabor e sulla frontiera bavarese, a Schüttenhofen, per impedire che la locale popolazione ebrea fosse oggetto di violenze.
Nel frattempo si acuiva la crisi politica tra l'Impero e la Prussia. Terminata vittoriosamente la guerra contro la Danimarca per il possesso dei Ducati di Schleswig e di Holstein nel 1864, i due alleati non erano d'accordo sull'esito della stessa. L'Austria voleva che fossero restaurati i Ducati, mentre la Prussia di Bismarck intendeva annettere quei territori al Regno. Alla fine il vero oggetto della contesta riguardava l'egemonia sulla Germania.
L'Austria nel 1815 non aveva voluto restaurare, dopo la sconfitta di Bonaparte, il Sacro Romano Impero e il Regno di Germania, ma aveva preteso la Presidenza della Confederazione Germanica. Ora la Prussia, divenuta un regno potente, intendeva imporre la propria superiorità sulla Germania. La sua idea era quella di una 'Piccola Germania' in base alla Kleindeutsche Lösung, la soluzione piccolo-tedesca a guida prussiana con la conseguente espulsione degli Asburgo, confinati nei loro territori ereditari.
Era la versione teutonica del Risorgimento: una dinastia che si poneva alla testa del moto liberal-massonico: in Italia i Savoia monarchico-costituzionali, in Germania i calvinisti Hohenzollern. Tutto ai danni della Casa d'Austria, che ancora a metà Ottocento rappresentava un baluardo contro la 'decattolicizzazione' sia dell'Italia sia della Germania.
I tentativi di accordo tra Prussia e Impero durante il 1865 e i primi mesi del 1866 non ebbero esito. La Prussia si avvicinò sempre di più all'Italia e l'8 aprile 1866 strinse con essa un'alleanza militare. L'idea era quella di una guerra contro l'Austria su due fronti, sul confine settentrionale e nella pianura padana. In cambio dell'entrata in guerra all'Italia era garantito il possesso delle Venezie. Il 21 aprile l'Austria procedette alla mobilitazione generale dell'Armata del Nord, il 25 aprile toccò a quella del Sud contro l'Italia.
La Prussia e i suoi alleati tedeschi vennero messi al bando dalla Confederazione Germanica. Accanto all'Impero d'Austria (che aveva la presidenza della Confederazione) si schierarono il Regno di Sassonia (le cui truppe combatterono in Boemia) e un esercito Confederale (al cui comando era stato designato il principe Carlo Teodoro di Baviera (1795-1875), che ebbe come campo di battaglia la Germania occidentale, formato da Baviera, Württemberg, Baden, Assia-Darmstatd, Nassau, Assia-Cassel, Hannover. Alcuni di questi stati erano protestanti. Tuttavia temevano il forte espansionismo prussiano.
Accanto a questi contingenti era anche schierata una Brigata austriaca, di cui faceva parte il Reggimento austro-veneto n. 16 Wernhart (Treviso - Belluno), l'unico che non combatté in Boemia.
Tutti i reggimenti reclutati nel Lombardo-Veneto' vennero impiegati nella guerra del 1866 sul fronte settentrionale in Boemia. Nella primavera di quell'anno i riservisti vennero richiamati sotto le armi.
«Nella primavera del 1866: in tutto il Veneto vengono richiamati in servizio i permessanti e i riservisti, ed è anticipata la chiamata alle armi della classe 1846. L'operazione fu, come spesso capitava nell'Impero, lenta e faticosa, ma si svolse anche questa volta senza incidenti, nonostante la martellante propaganda dei 'patrioti'. [...] E così a decine, a centinaia, montanari, villici, bovai con indosso gli abiti erariali, nella bianca divisa della fanteria o in quella grigio verde dei cacciatori, si apprestavano a servire il loro Imperatore in una guerra che non potevano capire, sordi ai richiami di chi li invitava a disertare e a raggiungere i piemontesi. [...] Gli elenchi dei richiamati danno l'impressione di una leva in massa [...] Furono quasi 50.000 i veneti e i mantovani che indossarono la divisa e partirono per il fronte, probabilmente la massa di uomini più imponente che la nostra regione abbia fornito prima della prima guerra mondiale [...] Un dato che non manca di colpire è che durante la campagna non ci furono diserzioni significative, tanto meno motivate politicamente. Anzi, quando i prussiani cercarono di formare una legione di italiani che combattesse al loro fianco, tra i prigionieri di guerra incontrarono una tale resistenza da indurli a desistere».
I reggimenti lombardo-veneti furono schierati sul fronte settentrionale. In tutto 20 battaglioni di fanteria di linea e due di Cacciatori, a ranghi completi.
In particolare il Reggimento Bamberg n. 13 (Padova) era aggregato alla Brigata Wimpffen del 10º Corpo d'armata del Feldmaresciallo Von Gablenz; il Reggimento n° 26 Granduca Michele di Russia (Friuli) fu aggregato al 4º Corpo d'Armata comandato del Feldmaresciallo Festitics, Brigata Generale Von Brandenstein; il Reggimento n° 38 Haugwitz (Monselice) fece parte del 1º Corpo d'armata Generale Clam-Gallas, Brigata Leiningen; il Reggimento n° 79 Frank (Pordenone, Belluno) del 6º Corpo d'armata del Feldmaresciallo Barone Ramming, Brigata Generale Von Waldstätten. Il comandante del Reggimento era il colonnello Giulio Bagnalasta, che fu insignito, al termine della campagna, dell'Ordine della Corona Ferrea. Costui, durante le campagne del 1848-1849, si era distinto quale ufficiale del 45º Reggimento, in modo particolare alla battaglia di Curtatone.; il Reggimento n. 80 Principe Guglielmo Schleswig-Holstein-Glücksburg' (Vicenza) del 2º Corpo d'armata del feldmaresciallo conte Thun-Hohenstadt, Brigata generale Von Saffran; l'8º Battaglione Cacciatori (Padova, Belluno) faceva parte del 4º Corpo d'Armata del feldmaresciallo Festitics, Brigata colonnello Poeckh; il 26º Battaglione Cacciatori era aggregato al 1º Corpo d'Armata Clam - Gallas, Brigata generale Ringelsheim; il Reggimento n° 16 Wernhart (Treviso - Belluno) venne invece schierato in Baviera. Era aggregato alla Brigata del generale Cornelius barone von Hahn (1809 - 1878), unico reparto imperiale presente in Germania e inserito nell'8º Corpo d'armata federale, comandato dal principe Alessandro d'Assia (1823 - 1888). Il Reggimento austro-veneto si segnalò nella Battaglia di Aschaffenburg del 14 luglio 1866.
(L. Sondhaus, In the service ..., p. 59; cfr., anche The Campaign of 1866 ..., pp. 427 - 431.)
Il 22 aprile giunse anche a Verona l'ordine di porsi in stato di guerra. Entro quattro giorni i riservisti e le reclute dovevano presentarsi. I reparti già di stanza in Boemia ebbero queste destinazioni: lo stato maggiore e il 1º battaglione rimase a České Budějovice, il 2° sempre a Plzeň, il 3° a Tabor con due compagnie a Pilgram e altre due a Český Krumlov.
Il 27 partiva da Verona per Innsbruck il battaglione di deposito. Il 30 il 2º battaglione andò a Plzeň, con 4 compagnie a Rozikan, mentre due rimasero a Sušice.
Il 5 maggio il 4º battaglione mosse da Verona con i complementi per gli altri reparti, con destinazione Terezín, České Budějovice e Plzeň. Il 7 maggio iniziò la costituzione anche del 5º battaglione. Il 13 maggio nel frattempo le due compagnie di stanza a Sušice si ricongiunsero con quelle di Rozikan. Il 30 maggio arrivava a Vienna il neo-costituito 5º battaglione.
Il 25 maggio il 45º (composto dal 1º, 2º e 3º battaglione da combattimento) entrò a costituire la Brigata comandata dal generale Ludwig Barone Piret de Bihain (1819 - 1874) assieme al Reggimento n. 18, al 29º battaglione Cacciatori e alla Batteria a piedi da 4 libbre n. 6 del 1º Reggimento di Artiglieria. La Brigata Piret faceva parte del 1º Corpo d'armata, al cui comando era il generale di cavalleria Eduard conte Clam-Gallas (1805 - 1891), vecchia conoscenza della guerra del 1848-1849.
Nel 1º Corpo d'armata Clam Gallas erano presenti, oltre al 45º, altri due reparti austro-veneti, il 38º reggimento Haugwitz (Padova) e il Battaglione Cacciatori n° 26.
Il luogo prescelto per la concentrazione delle truppe del 1º Corpo d'armata fu la località di Mladá Boleslav sul fiume Jizera, nella Boemia settentrionale, dove si trovava già il 2º battaglione. Fu così che, messisi in marcia da Chrudim, il 1º e 3º battaglione si ricongiunsero al 2º battaglione del Reggimento il 18 giugno 1866, acquartierandosi nelle località di Studinka, Trencin, Clumin, Nasilnic, Scherborsko, Litkowic, Wobrucec e Martinovic.
Il 22 giugno (ormai dichiarata la guerra con la Prussia) il 2º battaglione lasciò Mladá Boleslav e il 24 entrò a Bílá Hlína località poco più a nord e vicina col confine del Regno.
Il 1º Corpo d'armata fu quindi sottoposto al comando del principe ereditario Alberto di Sassonia (1828 - 1902), la cui dinastia cattolica era alleata degli Asburgo. Compito delle sue truppe era quello di difendere ad oltranza la linea del fiume Jizera, mentre il grosso delle truppe imperiali si attestava attorno ad Olomouc, più a nord-est.
Le truppe imperiali iniziarono le ostilità con un grande svantaggio tattico. I Prussiani infatti disponevano del fucile Dreyse a retrocarica. Questo permetteva alla fanteria tedesca un volume di fuoco tre volte superiore a quello degli imperiali: 10/12 colpi al minuto contro i 2/3 del fucile Lorenz ancora ad avancarica in dotazione agli austriaci. Inoltre il fante prussiano poteva sparare da sdraiato, mentre il suo avversario, al massimo, poteva inginocchiarsi, esponendosi così ai tiri dell'avversario. Questa grande differenza tattica spiega l'elevato numero di morti e feriti tra le truppe di Francesco Giuseppe, rispetto ai caduti prussiani.

### Scontro di Sobotka (28 giugno 1866) 3º Battaglione
Il 27 giugno alle 1:30 della notte il reggimento ebbe l'ordine di marciare verso il ponte di Podolí presso Mnichovo Hradiště sul fiume Jizera per impedire che cadesse in mano nemica. Poco dopo, però, arrivò un contrordine, che intimò al reparto di rimanere presso la località di Sychrov. Così avvenne fino alle 7 del mattino.
Nel frattempo le forze prussiane avevano iniziato l'offensiva contro il 1º Corpo d'armata imperiale di Clam-Gallas. La sproporzione delle forze era in netto favore dei nemici che potevano contare su 120.000 uomini a fronte dei 60.000 austro-sassoni. Il 1º Corpo d'armata non aveva speranza di poter fermare l'offensiva nemica, ma solo quella di rallentarla.
Nella notte tra il 27 e il 28 giugno il 1º Corpo d'armata ricevette l'ordine di muovere verso Jičín e di entrare in contatto con l'armata principale. La Brigata Piret aveva il compito di proteggere il fianco sinistro della colonna, per impedire che il nemico la insidiasse di lato. Tra i reparti incaricati di questo vi era anche il 3º battaglione del 45º. Avevano appena raggiunto il Monte Musky, nei pressi di Sobotka, quando il 4º corpo d'armata prussiano attaccò gli imperiali. La battaglia fu accettata ma solo per trattenere un nemico preponderante e meglio armato. Il 3º battaglione iniziò a salire sul Monte Musky quando venne assalito da due battaglioni brandeburghesi del reggimento n° 27. Il reparto ebbe l'ordine di rallentare l'impeto del nemico, per permettere al resto delle unità di proseguire la marcia in sicurezza. Il battaglione si ritirava combattendo e in ordine finché non gli riuscì di riagganciare il resto del reggimento. «Le truppe austriache che erano sull'altopiano, reparti del 45º Reggimento Arciduca Sigismondo e del 29º Battaglione Cacciatori, furono fatti sloggiare e la loro artiglieria costretta a ritirarsi in tutta fretta»
Questa manovra però non fu incruenta: perirono 47 uomini, tra cui il tenente Edoardo Riva, e vi furono 231 feriti. A molti ufficiali vennero uccisi i cavalli mentre li cavalcavano.

### Battaglia di Jičín (29 giugno 1866) 1º Battaglione
L'avanzata prussiana non si fermò. Le truppe degli Hohenzollern volevano insinuarsi nel fronte imperiale per isolare il 1º Corpo d'Armata e i sassoni, impedendo che i reparti di Clam-Gallas potessero riunirsi all'armata principale, posizionata più ad est. Iniziò quindi da parte austriaca una serie di violenti contrattacchi, sia per ostacolare l'avanzata prussiana, sia per impedire che il 1º Corpo venisse isolato e accerchiato.
Si venne quindi alla battaglia di Jičín (29 giugno 1866). L'intero Corpo d'armata venne coinvolto in sanguinosi combattimenti, nonostante la netta inferiorità numerica e tattica. Toccò anche al 45º Reggimento fare la sua parte e pagare il suo tributo di sangue.
Il 29 giugno alle 6 del mattino il 1º e 2º Battaglione raggiunsero Jičín. Mentre il 3º, provato dallo scontro del giorno prima, rimaneva come riserva nei pressi della strada per quel villaggio, gli altri due reparti si attestarono con una batteria presso la località di Karthaus.
Verso le 4 del pomeriggio il 3º corpo prussiano iniziò l'attacco. Il 1º battaglione ricevette l'ordine di investire la località di Zames per far sloggiare le unità prussiane che la tenevano, ossia i granatieri dell'8º reggimento e i fanti del 48º, della brigata comandata dal generale Schimmelmann. I veneti si insinuarono nella profonda valle del torrente Cidlina, e al canto della marcia La canna, sostenuti dal suono della fanfara, risalivano la valle verso le alture dominate dal nemico. Sbucati allo scoperto, sulle colline coperte di grano, il reparto venne investito dal fuoco micidiale di tre batterie prussiane e dalla fucileria di 14 compagnie. Arrivati a 60 passi dal nemico i soldati imperiali dovettero retrocedere lasciando sul terreno numerosi morti e feriti.

Ecco la versione prussiana del fatto d'arme. 
Sull'estrema destra le batterie sullo Zehin e l'Eisenberg sembrarono in così grande pericolo, ora che Diletz era caduto in mano prussiana, che il Generale Piret decise di assicurare la loro ritirata con un'azione offensiva che poteva mettere in forse tutti i precedenti successi della 5ª Divisione prussiana. Poco dopo le 7:30 si avanzò da Eisenstadtl con 6 battaglioni della sua brigata.
Il 2º e 3º battaglione del 18º Reggimento Granduca Costantino, seguiti dal 3º battaglione del 45º Reggimento Sigismondo, superarono il torrente Cidlina presso il mulino di Walcha e avanzarono sul lato nord-orientale di Diletz; un quarto battaglione con uno squadrone di cavalleria puntava su Zames, mentre due battaglioni cercavano di raggiungere il secondo villaggio sulla riva sinistra del torrente.
[...] Appena il nemico raggiunse la cima della collina, si avanzò in due linee con la banda che suonava, preceduto da una linea di esploratori. Le compagnie prussiane, schierate in linea, esplosero la prima raffica a 350 passi [...] I Battaglioni austriaci continuarono ad avanzare per altri 200 passi, ma i loro ranghi si assottigliarono rapidamente. Alla fine si ritirarono in velocità dietro la cima della collina, inseguiti dalle due compagnie del tenente colonnello Wulffen»
(The Campaign of 1866 in Germany ..., pp. 133 e 136)
.
Morirono 54 uomini, tra cui sette ufficiali, come i tenenti Ascanio Colloredo, Antonio Muraro e il sottotenente Carlo Maffei; i feriti furono 167 compresi 8 ufficiali. Non si ebbero prigionieri a parte i feriti intrasportabili. Tutti i cavalli degli ufficiali vennero ammazzati nello scontro.
Ben presto arrivò l'ordine di sganciarsi e di evitare ogni contatto con forze nemiche tanto superiori. Occorreva unirsi all'armata principale.
Il 30 giugno alle 7:30 del mattino il reggimento entrò a Miletín. Ricevuto l'ordine di dirigersi verso Hradec Králové, alle 17:30 il reparto iniziò una marcia ordinata verso la nuova destinazione.
Il 1º luglio 1866 il 45º Sigismondo raggiunse il campo trincerato di Hradec Králové e per la prima volta dopo giorni poté cucinare in tranquillità e riparare armi e finiture. Nonostante gli strapazzi e i numerosi caduti di quei giorni, il morale era alto e fiducioso nella vittoria, anche perché nel frattempo era giunta notizia della sconfitta piemontese di Custoza ad opera dell'Armata del Sud, comandata dal feldmaresciallo arciduca Alberto.
Nel tardo pomeriggio il reparto si mise in moto verso la sua nuova destinazione, Kukleny, presso Hradec Králové, dove giunse alle 7 della sera.

### La Battaglia di Königgrätz (3 luglio 1866)
L'esercito prussiano, forte di 220.000 uomini, si scontrò con 200.000 austriaci e 20.000 sassoni. I venti battaglioni veneti di Benedek rappresentavano circa il 10% delle forze imperiali. L'attacco prussiano, ideato dal Generale Helmut Von Moltke, determinò la sconfitta delle truppe del Feldmaresciallo Benedek, nonostante nel complesso queste si battessero bene.
I Veneti non fecero eccezione. Al culmine della battaglia il loro coraggio strappò il plauso degli altri reggimenti e le grida di 'bravi italiani' da parte degli ufficiali che passavano.
Come per il resto della campagna, la diserzione o l'ammutinamento in battaglia fu un problema inesistente. Al contrario, quando i prussiani tentarono di formare un reparto di italiani fra i prigionieri di guerra veneti, incontrarono una tale resistenza da abbandonare subito il progetto.
Gli Italiani combatterono e morirono a Königgrätz persino quando la battaglia era già perduta. Il 26º battaglione cacciatori fu una delle ultime unità a lasciare il campo di battaglia e patì pesanti perdite per coprire la ritirata.
Complessivamente le unità italiane a Königgrätz ebbero più di 700 morti (più di quanti italiani perirono a Custoza) e 1000 feriti, con più di 2000 tra prigionieri e dispersi, ma i veneti, rispetto al resto dell'esercito, ebbero una percentuale di morti e feriti più alta, mentre fu la più bassa in rapporto a prigionieri e dispersi.»
(L. Sondhaus, In the service of the Emperor ..., pp. 58-59)
.
Il 1º Corpo d'armata del Generale Clam-Gallas aveva finora sostenuto all'ala sinistra dello schieramento imperiale il peso maggiore dei combattimenti. Benché di gran lunga inferiore all'armata prussiana del principe Federico Carlo di Prussia (1828 - 1885) aveva rallentato l'avanzata del nemico per impedire di essere accerchiato e rimanere isolato dal resto dell'esercito asburgico.
Alla vigilia della battaglia di Königgrätz, così, il Corpo d'armata Clam - Gallas si teneva come riserva dietro la linea Lpa - Chlum, sul lato sinistro dello schieramento imperiale, a sud-ovest di Hradec Králové (in tedesco Königgrätz).
In particolare la Brigata Piret, a cui appartenevano i battaglioni del 45º, si attestò presso il villaggio di Rosnice.
Alle 7:30 del mattino iniziò un violento bombardamento di artiglieria da parte dei prussiani. La battaglia aveva preso avvio.
Questa rimase incerta per molte ore, ma, dopo il mezzogiorno, la linea imperiale cominciò a vacillare e perdere terreno. Nel settore a ridosso del 1º Corpo d'armata, le truppe prussiane investirono Chlum col rischio di prendere alle spalle il 3º e 4º Corpo austriaco.
Alle due pomeridiane, il 1º Corpo, finora rimasto inattivo come riserva, si mosse con 4 brigate verso Chlum, mentre alla Brigata Piret venne dato come obiettivo quello di riprendere Probluz, poco più a sud. Il 1º e il 2º battaglione si mossero verso quel villaggio, mentre il 3° era destinato a difesa della batteria di brigata nel bosco di Bor, poche centinaia di metri più a sud, a copertura del fianco sinistro.
Alle 3 del pomeriggio le truppe imperiali del 18º Fanteria e del 29º Cacciatori entravano nel villaggio in preda alle fiamme per il bombardamento nemico. Riuscivano parzialmente a riconquistarlo. Ma i prussiani iniziarono ad aggirare quei reparti, minacciando il fianco sinistro dell'attacco austriaco.
Fu allora che il colonnello Ripper, comandante del Reggimento 'Arciduca Sigismondo, accortosi del pericolo, ordinò ai due battaglioni di spostarsi ancora più a sud per impedire la manovra di aggiramento della 14ª Divisione del generale conte Münster.
(Alfons Dragoni Rabenhorst, Geschichte des K.u.k. ..., pp. 123-124, traduzione di Ulriche Del Duca.)
Il numero dei caduti fu ancora una volta elevato. Oltre al comandante del Reggimento, colonnello Ripper, morirono 6 ufficiali e 57 uomini di truppa. Otto furono gli ufficiali feriti e 153 i soldati: in totale 65 caduti e 161 feriti. Ci furono 153 prigionieri, tra cui il sottotenente Antonio Filippi, che cadde svenuto durante il combattimento.
(Alfons Dragoni Rabenhorst, Geschichte des K.u.k. ..., p. 124, traduzione di Ulriche Del Duca)
Il Reggimento si ridusse a 1.600 uomini. Il maggiore Müller, unico ufficiale di stato maggiore sopravvissuto, assunse il comando del Sigismondo.
Il 5 luglio proseguì la ritirata. L'11 luglio il reggimento entrò in Přerov, dove rimase fino al 16. Le ostilità non erano ancora terminate. Si sentiva il rombare delle artiglierie, ma il 45º non partecipò ai combattimenti.
Nel frattempo, il 13, l'arciduca Alberto, vincitore di Custoza, era stato nominato comandante in capo dell'esercito imperiale. Il 16 luglio la nuova destinazione del reparto fu Trenčín.
Il 17 era stato designato quale nuovo comandante del Reggimento, il tenente colonnello Franz Latterer Von Lintenburg.
Dopo varie peripezie, il 6 settembre 1866, il reggimento a Sankt Pölten partecipò a una solenne cerimonia, presieduta dal Generale Barone Von Koller, nuovo comandante del 1º Corpo d'armata, con la distribuzione delle decorazioni ai soldati più meritevoli.
Ricevettero la medaglia al valore di 1ª classe il sergente Vincenzo Zaglio (già decorato nel 1859, dopo Magenta), quella di 2ª classe i sergenti Francesco Morbioli, i capo-plotone Carlo Simonatti e Giovanni Gittini, il caporale Marco Zerman, l'attendente Francesco Albertini, i soldati Pietro Dal Bor, Fabiano Zanella, Vincenzo La Corte e Giovanni Zambon.
Ebbero l'encomio solenne il sergente Cesare Milani (poi promosso sottotenente), i capo-plotone Angelo Berazzutti, Giovanni Vignola, Sante Novario, Angelo Zanini, Giovanni Comparotto, Cirillo Germani, Vincenzo Santoni, il caporale Andrea Carli, i sottocaporali Francesco Tassi e Paolo Nardi, i soldati semplici Luigi Botesel e Giovanni Sartori.
| Combattimenti 1866  | Data           | Morti | Feriti |
| Sobotka             | 28 giugno 1866 | 47    | 232    |
| Jičín               | 29 giugno 1866 | 54    | 167    |
| Königgrätz (Sadowa) | 3 luglio 1866  | 65    | 161    |

| Fatti d’armi 1866                                                          | Decorazioni                                                                                                  | Totale |
| Sobotka - 28 giugno 1866 Jičín - 29 giugno 1866 Königgrätz - 3 luglio 1866 | 1 Ordine Corona Ferrea 5 Croci al valor militare 1 Med. argento 1ª classe 14 Med. argento 2ª classe 8 Encomi | 29     |

Il 14 settembre la Brigata Piret venne sciolta. Alla fine del mese rientrarono al reggimento 900 uomini tra feriti e prigionieri.
Con il Trattato di pace di Praga del 3 ottobre e la cessione delle Venezie (a seguito di plebiscito popolare, che si svolse però sotto la regia del vincitore) al regno d'Italia, i soldati veneti potevano rientrare in patria.
Col 1º novembre arrivò l'ordine della partenza, che si effettuò da Sanky Pölten nei giorni 3, 4 e 5 novembre.
Con decreto imperiale del 3 ottobre, nel frattempo, erano state conferite decorazioni anche agli ufficiali che si erano distinti nella campagna.
Al colonnello Karl Von Ripper, morto per le ferite riportate nello scontro di Probluz del 3 luglio, venne conferita la Croce al Servizio Militare alla memoria.
Terminò così la gloriosa vicenda di questo reparto austro-veneto. Il 45º, dopo il 1866, venne infatti formato da soldati polacchi e ucraini fino alla prima guerra mondiale.
| Fatti d’armi 1816 - 1866 | Luogo | Data |
| 1848 1848 1849 1859 1866 | Bergamo Milano Valeggio sul Mincio Bevilacqua S. Lucia Curtatone Goito Vicenza Novara Venezia Magenta Sobotka/Musky Jičín Königgrätz (Sadowa) | 20 marzo 1848 22 marzo 1848 9 aprile 1848 20 aprile 1848 6 maggio 1848 29 maggio 1848 30 maggio 1848 10 giugno 1848 23 marzo 1849 26 agosto 1849 4 giugno 1859 28 giugno 1866 29 giugno 1866 3 luglio 1866 |

Qui di seguito una tabella con una sintesi dei fatti d'arme, caduti, feriti, prigionieri e decorazioni inerenti agli altri reparti austro-veneti che parteciparono alla guerra del 1866.
| Reparto   | Fatti d’arme 1866 | Caduti                      | Feriti     | Prigionieri/dispersi | Decorazioni |
| 38º Rgt.  | Hühnerwasser (26 giugno) Nachod (27 giugno) Pokitai (27 giugno) Münchengrätz (28 giugno) Jičín (29 giugno) Horic (30 giugno) Königgrätz (Sadowa) (3 luglio) Tobischau (15 luglio) | 35 352 16                   | 109 292 14 | 403 445 25           | 2           |
| 13º Rgt.  | Trautenau (27 giugno) Königgrätz (3 luglio) | 93 15                       | 51         | 48                   | 20          |
| 26º Cacc. | Kost (29 giugno) Jičín (29 giugno) Königgrätz (Sadowa) (3 luglio) | 28 37 43                    | 51 58 118  | - -                  | 28          |
| 8º Cacc.  | Schweinschädl (29 giugno) Königgrätz (Sadowa) (3 luglio) | 38 688 (tra morti e feriti) | 23         | -                    | 24          |
| 79º Rgt.  | Horic (30 giugno) Königgrätz (Sadowa) (3 luglio) |                             |            |                      | 10          |
| 80º Rgt.  | Kukus (30 giugno) Königgrätz (Sadowa) (3 luglio) | ‘molti uccisi e feriti’ 193 | 155        | 945                  | 5           |
| 26º Rgt.  | Königgrätz (3 luglio) | 61                          | 233        | 392                  | 10          |
| 16º Rgt.  | Aschaffenburg (14 luglio) |                             |            |                      | 12          |